# نيك سابين
نيكولاس لو سابين جونيور (المولود في 31 أكتوبر 1951)  هو مذيع رياضي أمريكي ومدرب كرة قدم سابق في مستويات الاحتراف والجامعة. يعمل كمحلل لبرنامج يوم المباراة الجامعية (بالإنجليزية: College GameDay) على قناة إي إس بي إن، وهو برنامج تلفزيوني يغطي كرة القدم الجامعية. يُعتبر على نطاق واسع واحدًا من أعظم مدربي كرة القدم في كل العصور. شغل سابان منصب المدرب الرئيسي لفريق "ميامي دولفينز" في الدوري الوطني لكرة القدم الأمريكية وأربعة جامعات: جامعة لويزيانا الحكومية، وجامعة ميشيغان الحكومية، وجامعة توليدو، وأشهرها جامعة ألاباما، حيث كان آخر مدرب له من 2007 إلى 2023، وقاد الفريق إلى 6 بطولات وطنية في 9 مشاركات في البطولات خلال تلك الفترة.
بصفته مدرب كرة قدم جامعي فاز سابان بسبع بطولات وطنية وهو الرقم الأكثر في تاريخ كرة القدم الجامعية. كانت بطولته الأولى عندما قاد فريق "نمور ولاية لويزيانا" إلى بطولة بي سي إس الوطنية في عام 2003. ثم درب فريق "ألاباما كريمسون تايد" إلى "بطولة بي سي إس"، و"بطولة أيه بي" الوطنية في 2009، و2011، و2012، وإلى بطولات "تصفيات كرة القدم الجامعية" في 2015، 2017 و2020. أصبح أول مدرب في تاريخ كرة القدم الجامعية يفوز ببطولة وطنية مع مدرستين مختلفتين في قسم كرة القدم منذ إنشاء استفتاء أسوشيتد برس في عام 1936. سابان وبير برايانت هما المدربان الوحيدان اللذان فازا ببطولة "القسم الجنوبي الشرقي" في مدرستين مختلفتين. سجل سابان المهني كمدرب رئيسي في الكلية هو 292–71–1.
في عام 2013 سُجل في قاعة مشاهير الرياضة في ألاباما. درب سابان أربعة فائزين بجائزة هايسمان في ألاباما: مارك إنغرام جونيور (2009)، وديريك هنري (2015)، وديفونتا سميث (2020)، وبرايس يونغ (2021).

## الحياة المبكرة والتعليم
وُلد سابان في فيرمونت، فيرجينيا الغربية، لماري ونيك لو سابان الأب. كان والداه يمتلكان محطة خدمة صغيرة، وأسس والده ودرب فريق كرة قدم للشباب. نشأ مع شقيقته ديانا وتخرج من مدرسة مونونجاه الثانوية في مجتمع التعدين الصغير مونونغا بفيرجينيا الغربية، على بعد حوالي 25 ميلًا (40 كم) جنوب غرب مورغانتاون. سابان من أصل كرواتي. ولد جده لأبيه "ستانكو سابان" في عام 1895 في غوسبيتش في منطقة ليكا في كرواتيا. هاجر ستانكو إلى بورتلاند، أوريغون في عام 1908 عندما كان عمره 13 عامًا. تزوج لاحقًا من آنا ميهاليك ذات التراث الكرواتي-الأمريكي.
لعب سابان كقائد للفريق في فريق بطولة ولاية فيرجينيا الغربية لعام 1968. كان من بين زملائه كيري ماربري، الذي أصبح نجمًا لفريق ماونتينيرز في جامعة فيرجينيا الغربية ولعب في الدوري الكندي لكرة القدم.
في 18 ديسمبر 1971 تزوج سابان من تيري كونستابل، أيضًا من فيرجينيا الغربية. في عام 1973 تخرج من جامعة ولاية كنت بدرجة البكالوريوس في الأعمال. لعب سابان كمدافع في جامعة كنت تحت إشراف المدرب دون جيمس. هو وزميله في الغرفة تجنبوا أن يكونوا جزءًا من حوادث إطلاق النار في جامعة كنت في 4 مايو 1970، عندما قرروا تناول الغداء قبل التوجه إلى منطقة التجمع. في عام 1975 حصل سابان على درجة الماجستير في إدارة الرياضة من جامعة ولاية كنت. توفي والد سابان خلال سنته الأولى من الدراسات العليا.

## مسيرة التدريب

### مسيرة التدريب المبكرة
لم يكن سابان ينوي دخول مجال التدريب حتى عينه دون جيمس كمدرب مساعد للخريجين في جامعة كنت، بينما كان سابان ينتظر تخرج زوجته. عمل لاحقًا كمدرب مساعد في قسم "بطولة كرة القدم الأمريكية للقسم الأول من NCAA" في عدة مدارس: سيراكيوز في عام 1977، فيرجينيا الغربية في عامي 1978 و1979، ولاية أوهايو في عامي 1980 و1981، البحرية في عام 1982، وجامعة ولاية ميشيغان من 1983 إلى 1987.
بعد موسم 1987 تجاوزت جامعة كنت سابان للمنصب الشاغر كمدرب رئيسي وعينت ديك كروم. ثم عُين سابان كمدرب مساعد لفريق هيوستن أويلرز في الدوري الوطني لكرة القدم الأمريكية.

### الكلية

#### توليدو
بدأ سابان مسيرته كمدرب رئيسي عندما عينته جامعة توليدو في 22 ديسمبر 1989. بعد موسمي 6–5 في عامي 1988 و1989، حقق فريق روكيتس نجاحًا سريعًا تحت قيادة نيك سابان في عام 1990. مع موسم 9–2 كان فريق توليدو شريكًا في بطولة "مؤتمر ميد أمريكان". كانت المباراتان اللتان خسرهما فريق روكيتس في ذلك الموسم بهوامش ضيقة: نقطة واحدة لصالح سنترال ميشيغان وأربع نقاط لصالح البحرية. بينما كان يدرب في توليدو، رفض سابان طلبًا من المدرب المستقبلي يوربان ماير الذي كان يبحث عن أي وظيفة تدريبية في طاقم سابان.

#### كليفلاند براونز
في فبراير التالي استقال سابان من منصب المدرب الرئيسي لفريق توليدو بعد موسم واحد فقط ليصبح منسق الدفاع لفريق كلفلاند براونز تحت قيادة المدرب الرئيسي بيل بيليشيك. بقي في هذا المنصب لمدة أربعة مواسم. ساعد سابان في قيادة الوحدة الدفاعية لفريق براونز في عام 1994 التي كانت الأفضل في الدوري الوطني لكرة القدم الأمريكية (NFL) من حيث النقاط المسموح بها. لاحقاً، قال سابان إن هذه السنوات الأربع كانت "أسوأ سنوات حياتي".

#### جامعة ميشيغان الحكومية

##### مواسم 1995–1997
أصبح سابان مدربًا رئيسيًا لفريق ولاية ميشيغان قبل موسم 1995. لم يكن لفريق ولاية ميشيغان أي موسم فوز منذ عام 1990، وعاقبت الرابطة الوطنية لرياضة الجامعات (NCAA) الفريق بسبب انتهاكات ارتكبها سلفه ومعلمه السابق جورج بيرلس. بدءًا من عام 1995 حسن سابان حظوظ فريق ولاية ميشيغان بشكل معتدل، مما نقل الفريق إلى مباريات "الباول" في كل من مواسمه الثلاثة الأولى. أكمل الفريق موسم 1995 بنتيجة 6–5–1، وموسم 1996 بنتيجة: 6–6، وموسم 1997 بنتيجة: 7–5.

##### موسم 1998
في 7 نوفمبر 1998 فاجأ فريق ولاية ميشيغان فريق أوهايو ستيت باكيز المصنف الأول بنتيجة 28-24 في ملعب أوهايو. ومع ذلك وبعد الفوز المفاجئ والهزيمة المبكرة لنوتر دام الذي كان مصنفًا عاليًا آنذاك، انتهت ولاية ميشيغان بموسم 6-6، بما في ذلك ثلاث خسائر في الدقائق الأخيرة التي تضمنت تبدلات، وخلل في الدفاع، وأخطاء في الفرق الخاصة.

##### موسم 1999
قاد سابان فريق ولاية ميشيغان في موسم 1999 إلى موسم 9-2 تضمن انتصارات على نوتر دام، وميشيغان، وأوهايو ستيت، وبن ستيت. كانت الخسارتان أمام "بيردو"، و"ويسكونسن". استقال سابان فجأة بعد المباراة الأخيرة في الموسم العادي ضد "بن ستيت" لقبول منصب المدرب الرئيسي لفريق جامعة ولاية لويزيانا. قاد المدرب المساعد ورئيس الفريق بوبي ويليامز فريق ولاية ميشيغان إلى النصر في مباراة ملعب فلوريدا سيتريوس باول، مما أعطى الفريق سجلًا إجماليًا 10-2 لموسم 1999. كان هذا هو العدد الأكبر من الانتصارات للفريق في موسم واحد منذ عام 1965، ووصل الفريق إلى أعلى تصنيف له منذ 1966. خدم المدرب المستقبلي في الدوري الوطني لكرة القدم الأمريكية (NFL) جوش مكدانيلز كمدرب مساعد للخريجين في طاقم تدريب سابان عام 1999.

#### جامعة ولاية لويزيانا (LSU)

##### موسم 2000
في نوفمبر 1999 عيّنت جامعة لويزيانا الحكومية نيك سابان كمدرب كرة القدم الحادي والثلاثين لفريقها. وفي عام 2000 سجل فريق النمور 8-4 وفاز ببطولة "بيتش بول" على فريق جورجيا تك. تخلل الموسم عدة هزائم كبيرة منها خسارة 34-17 أمام فريق نمور أوبورن، وخسارة 41-9 أمام فريق فلوريدا غيترز.

##### موسم 2001
قاد سابان فريق جامعة لويزيانا الحكومية إلى سجل 10-3 في عام 2001، تضمن ذلك بطولة مؤتمر الجنوب الشرقي (SEC)، والفوز ببطولة "شوجر بول". أنهى فريق النمور العام بسلسلة من ستة انتصارات متتالية تضمنت الفوز بنتيجة 31-20 على فريق تينيسي المصنف الثاني في نهائي مؤتمر الجنوب الشرقي لعام 2001، والفوز بنتيجة 47-34 على فريق إلينوي في بطولة "شوجر بول" لعام 2002، وخسارة واحدة بنتيجة 35-24 أمام فريق "أول مس ريبيلز". كانت هذه أول بطولة مؤتمر الجنوب الشرقي لفريق جامعة لويزيانا الحكومية منذ عام 1986، وأول مرة يفوز فيها الفريق ببطولة "شوجر بول" منذ عام 1968.

##### موسم 2002
انطلق موسم 2002 بتوقعات عالية للفريق، لكنه مُني بهزيمة ساحقة بنتيجة 26–8 أمام فريق فيرجينيا تك في المباراة الافتتاحية لفريق نمور جامعة لويزيانا الحكومية. عاد النمور للفوز في مبارياتهم الست التالية،  وبعد إصابة لاعب الوسط مات موك في منتصف الموسم خسر الفريق أربع من آخر ست مباريات لإنهاء الموسم،  بما في ذلك خسارة بنتيجة 21–20 أمام فريق أركنساس، مما أخرجهم من مباراة بطولة مؤتمر الجنوب الشرقي. كما مُني بهزيمة أخرى بنتيجة 35–20 أمام فريق تكساس في بطولة "قطن بول كلاسيك" وانتهى الموسم بسجل 8–5.

##### موسم 2003
بدأ فريق النمور موسمه بخمسة انتصارات منها فوزه بنتيجة 17-10 في ستاد تايغر على بطل مؤتمر الجنوب الشرقي السابق فريق جورجيا بولدوجز. وفي الأسبوع التالي خسر أمام فلوريدا بنتيجة 19-7. وعاود الانتصارات بعد هذه الخسارة وأنهى موسمه العادي بالفوز على فريق أركنساس رايزورباكس وأحرز بطولة القسم الغربي من مؤتمر الجنوب الشرقي. ثم هزم فريق جورجيا بولدوجز بنتيجة 34-13 في مباراة بطولة مؤتمر الجنوب الشرقي في أتلانتا. صُنف الفريق في المرتبة الثانية في تصنيفات نظام البطولة بالكمبيوتر (BCS) وتقدموا للعب ضد الفريق الأول في تصنيفات نظام البطولة بالكمبيوتر وهو فريق "أوكلاهوما سونرز" في بطولة شوجر بول التي تستضيف مباراة بطولة نظام البطولة بالكمبيوتر في عام 2003. فاز فريق النمور بالمباراة بنتيجة 21-14 وحقق بطولة نظام البطولة بالكمبيوتر الوطنية. وأنهى الموسم بسجل 13-1. حقق الفريق 13 انتصارًا وهو رقم قياسي جديد في موسم الواحد، متجاوزًا الرقم القياسي السابق 11 انتصارًا الذي حققه فريق بطولة الوطنية في عام 1958.

##### موسم 2004
أنهى فريق جامعة لويزيانا الحكومية موسم 2004 بسجل 9-3، بعد خسارته أمام فريق أيوا هوكايز في بطولة "كابيتال وان بول" بنتيجة 30-25 في تمريرة لمس أخيرة. وتلقى هزائم أخرى خارج ملعبه أمام فريق أوبورن بنتيجة 10-9، وأخرى أمام فريق جورجيا بنتيجة 45-16. وفي نهاية موسم 2004 ترك سابان فريق جامعة لويزيانا الحكومية لتدريب فريق ميامي دولفينز.

#### ميامي دولفينز

##### موسم 2005
قبل سابان منصب المدرب الرئيسي لفريق ميامي دولفينز في 25 ديسمبر 2004،  وكان المدرب السادس في تاريخ الفريق،  بدأت حقبة نيك سابان رسميًا بفوز 34-10 على دنفر برونكوس في عام 2005. وبعد ذلك عانى الفريق حيث خسروا سبع مباريات من أصل تسع مباريات تالية ليسقطوا إلى 3-7. وجاء الفوزان على "كارولينا بانثرز"، و"نيو أورليانز ساينتس" في مباراة أقيمت في ملعب تايجر بسبب إعصار كاترينا. بعد شهرين من الإحباط انتفض الفريق في نهاية الموسم، حيث فازوا في آخر ست مباريات لهم، بما في ذلك فوز بنتيجة 28-26 لإنهاء الموسم في فوكسبورو ماساتشوستس ضد فريق "نيو إنجلاند باتريوتس". أنهى الفريق الموسم بسجل 9-7، وكاد أن يفوت البلاي أوف.

##### موسم 2006
عند الدخول في موسم 2006 كان من المتوقع أن ينافس فريق الدولفينز على مكان في البلاي أوف. ومع ذلك لم يكن موسمه ناجحًا. أراد الفريق التعاقد مع اللاعب درو بريس الذي خرج للتو من فريق "سان دييغو تشارجرز" بسبب إصابة في الكتف تهدد مسيرته ونزاع حول العقد، ولكن بدلًا من ذلك تعاقدوا مع "داونتي كولبيببر" الذي كان لا يزال يتعافى من إصابة في الركبة من الموسم السابق. قال سابان لاحقًا إن قرار الفريق بعدم التعاقد مع بريز كان اللحظة التي أدرك فيها أنه سيغادر الفريق. لم يتعاف كولبيببر تمامًا وفي النهاية جلس على مقاعد البدلاء بعد المباراة الرابعة من الموسم، عندما خسر الدولفينز أمام هيوستن تكسنس. ووُضع في النهاية على قائمة المصابين.
بعد بدء الموسم بنتيجة 1-6 ارتفعت حظوظ فريق الدولفينز، وفازوا بأربع مباريات متتالية، منها انتصار ساحق على فريق "شيكاغو بيرز" الذي لم يُهزم من قبل ووصل إلى السوبر بول في ذلك العام، وانتصار آخر على فريق كانساس سيتي تشيفس. وفجأة كان فريق الدولفينز في صراع البلاي أوف بنتيجة 5-6، لكن خسارتهم بنتيجة 24-10 في الأسبوع التالي أمام فريق "جاكسونفيل جاغوارز" قضت تقريبًا على آمالهم في البلاي أوف. تعافى فريق الدولفينز في الأسبوع التالي بفوز 21-0 على فريق نيو إنجلاند باتريوتس، وكانت آخر انتصاراتهم في موسم 2006. استبدل الفريق لاعب الوسط جوي هارينجتون في النهاية لصالح لاعب الوسط الثالث كليو ليمون. صُنف الدفاع كواحد من أفضل خمس وحدات في النقاط والمساحات المسموح بها. ومع ذلك فقد كان هجومه ضعيفًا وكان الضوء الساطع الوحيد هو الظهير الخلفي روني براون الذي حقق أكثر من 1000 ياردة في الجري خلال الموسم. خسر فريق الدولفينز المباراتين التاليتين أمام فريقي "بافالو بيلز"، و"نيويورك جيتس" لينهي الموسم بنتيجة 6-10، وهو أول موسم خاسر في عهد المدرب سابان.
في 27 نوفمبر 2006 أعلنت جامعة ألاباما إقالة المدرب الرئيسي مايك شولا، وترددت شائعات مفادها أن سابان سيذهب لتدريب ألاباما الذي رفض من جانبه الوظيفة بينما كان موسمه في الدوري الوطني لكرة القدم الأمريكية لا يزال جاريًا. وخلال شهر ديسمبر 2006 نفى سابان الشائعات مرارًا وتكرارًا في مؤتمراته الصحفية الأسبوعية وفي 21 ديسمبر قال: "أعتقد أنني يجب أن أقول أني لن أكون مدرب ألاباما". التقى سابان بمسؤولي ألاباما في 1 يناير 2007،  بعد وقت قصير من خسارة الدولفينز في نهاية الموسم أمام فريق إنديانابوليس كولتس.

#### ألاباما

##### موسم 2007
في 3 يناير 2007 بعد اجتماع مع مالك فريق "الدلفين واين هويزينجا" أعلن سابان أنه قبل عرضًا ليصبح المدرب الرئيسي السابع والعشرين لفريق ألاباما. وكان عقده الأولي لثماني سنوات بمبلغ 32 مليون دولار أمريكي، وأصبح واحدًا من أعلى المدربين أجرًا في كرة القدم في الولايات المتحدة في ذلك الوقت سواء المحترفين أو الجامعيين. وفي مؤتمر صحفي في حرم جامعة ألاباما في 4 يناير 2007، قُدم نيك سابان رسميًا كمدرب كرة القدم الرئيسي لجامعة ألاباما. وبدأ فريقه "كريمسون تايد" الموسم الفوز بنتيجة 52–6 على فريق "ويسترن كارولاينا كاتاماونتس"، وفي المباراة سجلوا نقاطًا أكثر من أي مباراة في الموسم السابق. وأصبح سابان خامس مدرب لفريق ألاباما منذ عام 1900 يبدأ موسمه الأول بسجل 3–0، حيث حقق فوزًا على فريق أركنساس ريزورباكس المُصنف السادس عشر آنذاك. وأنهى فريق ألاباما الموسم العادي بسجل 6–6، بما في ذلك سلسلة من أربع خسائر متتالية، وخسارة مهينة بشكل خاص على أرضهم أمام فريق لويزيانا مونرو، وخسارة سادسة متتالية أمام أوبورن في "آيرون بول". جميع خسائر ألاباما الست كانت بفارق سبع نقاط أو أقل. هزم فريق "كريمسون تايد" فريق كولورادو في بطولة "إندبندنس بول" لعام 2007 بنتيجة 30–24، ليختتموا العام بسجل 7–6.

##### موسم 2008
في سنته الثانية كمدرب رئيسي لفريق "كريمسون تايد" قاد سابان فريقه من موسم دون المستوى في عام 2007 إلى سجل مثالي 12–0 في الموسم العادي. وأنهى سابان الموسم العادي بدون هزيمة لأول مرة في مسيرته كمدرب رئيسي، حيث قاد فريق "كريمسون تايد" إلى أول موسم عادي بدون هزيمة منذ عام 1994. وظهر على غلاف مجلة فوربس في 1 سبتمبر 2008 بصفته "أقوى مدرب في الرياضة".
بدأ الفريق موسمه بالفوز بنتيجة 34–10 على فريق كليمسون المُصنف التاسع في انطلاقة "شيك فيل أيه" لكرة القدم الجامعية في ملعب جورجيا دوم. ثم فاز في المباراتين التاليتين ضد "تولين"، و"وسترن كنتاكي" قبل الدخول في مباريات مؤتمر الجنوب الشرقي. وفي المباراة التالية حقق فوزًا ساحقًا على أركنساس بنتيجة 49–14. ثم حقق فوزًا آخر على فريق جورجيا المُصنف الثالث بنتيجة 41–30. وبعد مباراة جورجيا أكمل سلسلة الانتصارات على أرضه أمام فريق كنتاكي، و"ايلدكاتس"، وفريق "أول ميس ريبيلز" وأنهى شهر أكتوبر بفوز 29–9 على فريق تينيسي فوليتييرس. بعد فوزه بنتيجة 35–0 في مباراة الإياب أمام فريق ولاية أركنساس، صعد فريق "كريمسون تايد" إلى المرتبة الأولى في جميع الاستطلاعات الرئيسية في الأسبوع العاشر بعد خسارة فريق تكساس المُصنف الأول أمام فريق "تكساس تك ريد رايدرز". وكانت المرة الأولى التي يحتل فيها فريق ألاباما المرتبة الأولى خلال الموسم العادي منذ موسم 1980.
انتقل الفريق إلى باتون روج في لويزيانا، وحقق فوزًا بنتيجة 27–21 في الوقت الإضافي أمام فريق جامعة ولاية لويزيانا. وبهذا الفوز ضمن بطولة القسم الغربي في مؤتمر الجنوب الشرقي لأول مرة منذ عام 1999، وضمن كذلك رحلة إلى مباراة بطولة مؤتمر الجنوب الشرقي لعام 2008. ثم حسن الفريق سجله إلى 11–0 بفوزه على أرضه أمام فريق ولاية ميسيسيبي. وفي ختام الموسم العادي هزم فريق ألاباما مُنافسه في الولاية أوبورن بنتيجة 36–0، وهو أكبر فارق في الانتصارات في السلسلة منذ عام 1962. وكان أول فوز له أمام فريق أوبورن منذ موسم 2001. وفي مباراة بطولة مؤتمر الجنوب الشرقي تعرض فريق ألاباما لهزيمته الأولى بنتيجة 31–20 أمام بطل قسم الشرق في مؤتمر الجنوب الشرقي فريق فلوريدا غيترز، واختتم الموسم بخسارة 31–17 أمام فريق يوتا في بطولة "شوجر بول"،  مُنهيًا الموسم بسجل 12–2. وحصل سابان على عدة جوائز مدرب العام لأدائه خلال الموسم.

##### موسم 2009

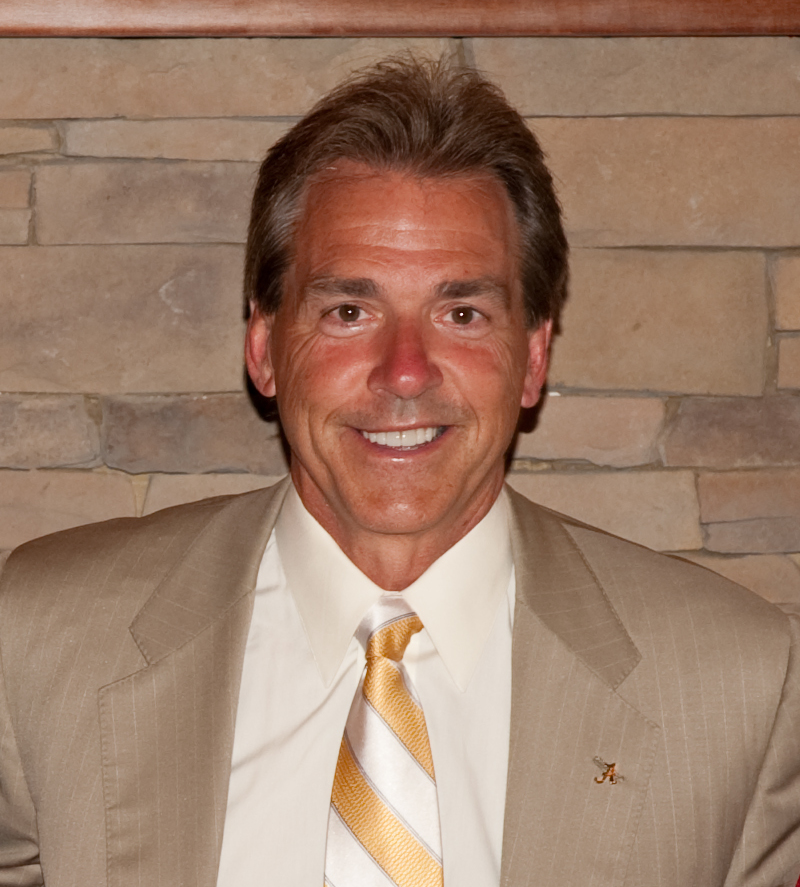
سابان في مايو 2009

بدأ فريق ألاباما المُصنف الخامس موسمه الثالث بقيادة سابان بالفوز على فريق "فيرجينيا تك" المُصنف السابع في مباراة "شيك فيل أيه كيك أوف" بنتيجة 34–24. وتابع فريق "كريمسون تايد" انتصاراته بالفوز على فرق "فلوريدا إنترناشونال"، و"نورث تكساس". وفي الأسبوع التالي فاز في المباراة الافتتاحية للمؤتمر على فريق أركنساس بنتيجة 35–7. وفي المباراة الخامسة لهذا العام هزم فريق كنتاكي بنتيجة 38–20. تميزت المباراة السادسة من الموسم بمعركة دفاعية شاقة حيث هزم فريق "باما" فريق أول ميس بنتيجة 22–3. وكانت المباراة السابعة مشابهة حيث هزم فريق ساوث كارولينا جيم كوكس بنتيجة 20–6. في اليوم التالي صعد فريق ألاباما إلى المرتبة الأولى في استطلاع وكالة أسوشيتد برس للمرة الثانية على التوالي. ثم هزم فريق تينيسي بنتيجة 12–10. صد تيرنس كودي محاولة فريق تينيسي لتحقيق هدف الفوز قبل نهاية المباراة بأربع ثوانٍ، وضمن الفوز ورفع سجل الفريق إلى 8–0.
بعد أسبوع الراحة فاز فريق ألاباما بثاني بطولة على التوالي في القسم الغربي في مؤتمر الجنوب الشرقي بعد انتصاره على فريق جامعة ولاية لويزيانا بنتيجة 24–15. وفي الأسبوع التالي هزم فريق ولاية ميسيسيبي بنتيجة 31–3، وضمن ثاني موسم على التوالي يفوز فيه بعشر مباريات. وبعد فوز 45–0 على فريق تشاتانوغا في يوم الجمعة السوداء عاد فريق ألاباما لهزيمة فريق "أوبورن تايغرز" بنتيجة 26–21، وهي أول مرة منذ موسم 1973–1974 يُنهي فيها فريق ألاباما الموسم العادي بدون هزيمة في سنوات متتالية، وكذلك أول موسم يفوز فيه الفريق بـ12 مباراة متتالية. وفي بطولة مؤتمر الجنوب الشرقي هزم فريق "كريمسون تايد" فريق "فلوريدا غيترز" بنتيجة 32–13، في إعادة لمباراة بطولة العام السابق. ومثلت هذه البطولة بطولة مؤتمر الجنوب الشرقي الثانية والعشرين لفريق ألاباما وأولها منذ عام 1999. وقد أنهى فريق "كريمسون تايد" الموسم بفوزه بنتيجة 37–21 على فريق تكساس لونغورنز في مباراة بطولة بي إس سي الوطنية 2010 [الإنجليزية] مُحققًا سجل مثالي 14–0 وأول بطولة وطنية منذ عام 1992.
وفي هذا الموسم حقق فريق "كريمسون تايد" رقمًا قياسيًا للانتصارات بلغ 14 انتصاراً. وحقق سامان فوزه الثاني بالبطولة الوطنية، وأول فوز للفريق في عصر نظام البطولة بالكمبيوتر. وفي الاحتفال الذي أُقيم في الحرم الجامعي قال سابان "أريد أن يعرف الجميع هنا، أن هذه ليست النهاية، إنها البداية."  وبعد الفوز على "فريق لونغورنز" أعلنت جامعة ألاباما أنها ستكشف عن تمثال لسابان،  وفي 16 أبريل 2011 كُشف النقاب عن تمثال برونزي بالحجم الطبيعي لسابان في مباراة الربيع عام 2011، وهو المُدرب الخامس لفريق ألاباما الذي يُصنع له تمثالًا خارج المنطقة الشمالية من ملعب براينت ديني.

##### موسم 2010

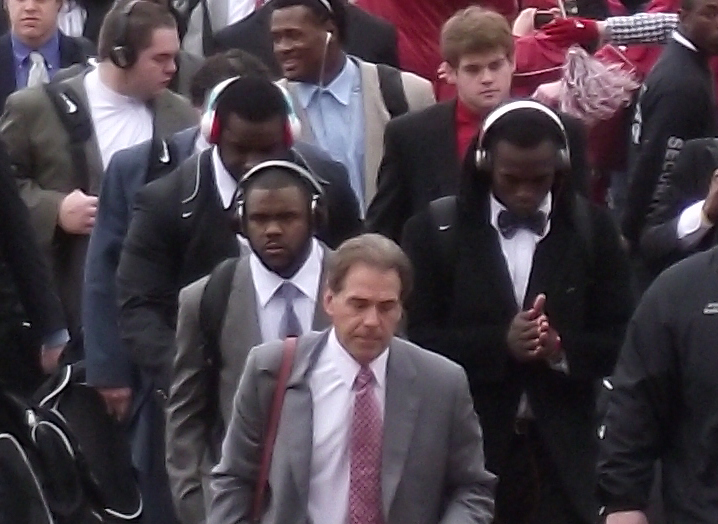
سابين يقود "مسيرة الأبطال" قبل "البطولة الحديدية" أو "آيرون بول" لعام 2010

في مطلع موسمه الرابع حظي فريق ألاباما بتصويت ساحق باعتباره الفريق الأبرز في التصنيف التحضيري الصادر عن كل من وكالة أسوشيتد برس واستطلاع آراء المدربين. وكانت المرة الأولى منذ عام 1978 التي يستهل فيها فريق "كريمسون تايد" الموسم في صدارة التصنيف. وفي المباراة الافتتاحية للموسم التي شهدت حضورًا جماهيريًا قياسيًا بلغ 101,821 مُتفرجًا، تمكن الفريق من هزيمة فريق سان خوسيه ستيت بنتيجة بلغت 48–3. وفي الأسبوع التالي واصل الفريق انتصاراته بفوزه على فريق بن ستيت المُصنف في المركز الثالث والعشرين بنتيجة 24–3 في أول مواجهة بينهما منذ عام 1990. وفي الأسبوع الذي تلاه شهدت مباراة الفريق ضد ديوك مشاركة مارك إنغرام جونيور لأول مرة في موسم 2010، حيث قاد فريق ألاباما لتحقيق فوز كبير بنتيجة 62–13. وفي الأسبوع التالي تمكن فريق ألاباما من قلب تأخره بنتيجة 20–7 إلى فوز مستحق في مباراته الافتتاحية ضمن منافسات المؤتمر، وذلك على حساب فريق أركنساس المُصنف العاشر بنتيجة 24–20. وفي الثاني من أكتوبر حقق الفريق فوزًا مُستحقًا على فريق فلوريدا المُصنف سابعًا بنتيجة 31–6. ولكن في الأسبوع التالي تعرض لهزيمة مُفاجئة أمام فريق ساوث كارولينا المصنف التاسع عشر بنتيجة 35–21، مُنهيًا بذلك سلسلة انتصاراته التي استمرت لـ 19 مباراة متتالية.
عاد فريق ألاباما إلى سكة الانتصارات بعد تحقيق فوزين متتاليين على فريق "أول ميس" بنتيجة 23–10، وفريق تينيسي بنتيجة 41–10. إلا أن هذه السلسلة انقطعت بخسارة مفاجئة أمام جامعة ولاية لويزيانا المصنفة عاشرًا بنتيجة 24–21 بعد أسبوع الراحة. وسرعان ما استعاد الفريق توازنه بفوز مريح على ولاية مسيسيبي المُصنفة في المركز السابع عشر بنتيجة 30–10. ثم قدم أداءً هجوميًا مُبهرًا في مباراته ضد ولاية جورجيا، مُسجلًا نتيجة 63–7 وهو أعلى معدل تهديفي للفريق منذ عام 1979. ولكنه تعرض لخسارة قاسية في مباراة "آيرون بول" أمام غريمه التقليدي "أوبورن" المُصنف ثانيًا بنتيجة 28–27، لتنتهي بذلك سلسلة انتصاراته على أرضه التي استمرت 20 مباراة. وقد تمكن فريق أوبورن من قلب تأخره الكبير في الربع الثاني (24–0) إلى فوز مُثير، وهو أكبر فارق يتعافى منه أي فريق لهزيمة "كريمسون تايد" في تاريخ البرنامج. على الرغم من هذه الخسارة، فقد تمكن فريق ألاباما من التأهل إلى مباراة "كابيتال وان بول" حيث واجه فريق "ميشيغان ستيت" المُصنف سابعًا وحققه فوزًا ساحقًا بنتيجة 49–7، وهو أكبر فارق في تاريخ هذه المباراة. وبذلك أنهى الفريق موسمه بسجل 10–3، مُحققًا بذلك فوزه العاشر في ثلاثة مواسم متتالية.

##### موسم 2011
في موسمه الخامس دخل فريق جامعة ألاباما المُنافسات الرياضية مُحتلًا المركز الثاني على مستوى البلاد، وذلك وفقًا لاستطلاعَي رأي أجرتهما وكالة أسوشيتد برس وجمعية المدربين. وفي أولى مبارياته لهذا الموسم، تغلب على فريق جامعة كنتاكي الذي سبق أن دربه نيك سابان بنتيجة ساحقة بلغت 48–7. وفي الأسبوع التالي انتقل فريق ألاباما إلى ولاية بنسلفانيا، في أول زيارة له منذ عام 1989، وهزم فريق "نيتاني ليونز" بقيادة جو باترنو والذي كان يحتل المرتبة الثالثة والعشرين في التصنيف بنتيجة 27–11. وواصل فريق ألاباما سلسلة انتصاراته، مُسجلًا أول مباراة خالية من الأهداف هذا الموسم بفوزه على فريق نورث تكساس بنتيجة 41–0. وفي مباراة المؤتمر الافتتاحية تغلب على فريق أركنساس صاحب المرتبة الثانية عشرة بنتيجة 38–14. وفي الأسبوع الذي يليه سافر فريق ألاباما إلى ملعب "ذا سوامب" وهزم فريق فلوريدا غيترز المُصنف في المرتبة الثانية عشرة بنتيجة 38–10. وفي الأسبوع التالي وبينما كان يلعب على أرضه هزم فريق فاندربيلت بنتيجة 34–0. ثم انتقل إلى أوكسفورد، حيث حقق فوزًا ساحقًا على فريق أول ميس بنتيجة 52–7. وفي الأسبوع الثامن تغلب على غريمه التقليدي فريق تينيسي بنتيجة 37–6، مُسجلًا 31 نقطة متتالية في الشوط الثاني. وبعد أسبوع الراحة استضاف فريق ألاباما فريق جامعة ولاية لويزيانا المُصنف الأول وخسر في الوقت الإضافي بنتيجة 9–6، في مباراة تُعتبر من أهم المباريات في تاريخ المؤتمر، حيث جمعت بين الفريقين الأول والثاني.
بعد مواجهة صعبة في الشوط الأول تمكن فريق ألاباما من تحقيق انتصار هام على فريق ولاية ميسيسيبي في الأسبوع التالي بنتيجة 24–7. وفي الأسبوع الذي يليه حقق الفريق فوزًا ساحقًا في يوم التخرج على فريق "جورجيا ساذرن" المصنف الثالث في بطولة "FCS" بنتيجة 45–21. هذا الفوز منح المدرب سابان موسمه الرابع على التوالي الذي يحقق فيه عشرة انتصارات، مُعادلًا بذلك إنجازات المدرب بير برايانت التي حققها في الفترة من 1977 إلى 1980. وفي مباراة "آيرون بول" التقليدية سحق غريمه التقليدي فريق أوبورن بنتيجة 42–14. وفي الرابع من ديسمبر تأهل لمواجهة فريق جامعة ولاية لويزيانا في مباراة بطولة الكلية لكرة القدم (بي إس سي)، بعد تقدمه للمركز الثاني في التصنيف النهائي. وهي المرة الأولى في تاريخ هذه البطولة التي يلتقي فيها فريقان من نفس المؤتمر، بل ومن نفس القسم، في المباراة النهائية. وفي المباراة النهائية قدم فريق ألاباما أداءً دفاعيًا قويًا مُحققًا فوزًا مُستحقًا على فريق النمور بنتيجة 21–0. وبهذا الفوز رفع المدرب سابان رصيده إلى ثلاثة انتصارات مقابل ثلاث هزائم أمام مدربه السابق ليه مايلز وفريقه جامعة ولاية لويزيانا. أكد هذا الفوز حصول المدرب سابان على لقبه الثالث في بطولة "بي إس سي"، والثاني مع فريق ألاباما، كما أنه اللقب الوطني الرابع عشر لفريق كرة القدم في جامعة ألاباما. وبهذا الإنجاز أصبح سابان المدرب الوحيد في تاريخ كرة القدم الجامعية الذي يفوز بثلاث بطولات "بي إس سي"، كما أنه أول مدرب منذ توم أوسبورن من جامعة نبراسكا يفوز بثلاث بطولات وطنية.

##### موسم 2012
في بداية موسمه السادس، دخل فريق ألاباما الموسم وهو المُصنف الثاني في كلا التصنيفين التحضيريين للسنة الثانية على التوالي. افتتح فريق ألاباما الموسم في ملعب دالاس كاوبويز بأداء قوي مُتغلبًا على فريق ميتشيغان المُصنف الثامن بنتيجة 41–14 في أول لقاء بين المدارس منذ بطولة أورانج بول لعام 2000. هذا الفوز الصريح صعد بفريق ألاباما إلى المركز الأول في كلا التصنيفين، ليكون العام الخامس على التوالي الذي يصل فيه فريق "تايد" إلى القمة. بعد ذلك واصل فريق ألاباما سلسلة انتصاراته، حيث غلب فريق ويسترن كنتاكي بنتيجة 35–0. وافتتح مباريات المؤتمر بفوز ساحق على فريق أركنساس بنتيجة 52–0، محققًا أكبر فارق في النقاط في تاريخ المواجهة. واستمر الأداء القوي للفريق بتحقيق انتصارات سهلة على فلوريدا أتلانتيك وأول ميس. وفي رحلة طويلة إلى كولومبيا ميزوري تغلب فريق ألاباما على فريق ميزوري تايغرز بنتيجة 42–10 في أول لقاء بينهما كخصوم في المؤتمر. ثم واصل الفريق سلسلة انتصاراته على منافسه التقليدي فريق تينيسي بنتيجة 44–13 للسنة السادسة على التوالي. وفي ختام هذه السلسلة من الانتصارات، سحق فريق ألاباما فريق ولاية ميسيسيبي المُصنف الثالث عشر الذي لم يُهزم في الموسم بنتيجة 38–7 في مباراة مثيرة على أرضه.
في إعادة مثيرة لمباراة بطولة "بي سي إس" الوطنية لعام 2012، تغلب فريق ألاباما على فريق جامعة ولاية لويزيانا المُصنف الخامس بنتيجة 21–17. ومع ذلك فقد تعرض الفريق لصدمة في الأسبوع التالي بخسارته أمام العضو الجديد في المؤتمر فريق تكساس إيه آند إم المُصنف الخامس عشر بنتيجة 29–24. سرعان ما استعاد فريق ألاباما توازنه حيث حقق فوزًا ساحقًا على فريق ويسترن كارولينا بنتيجة 49–0. هذا الانتصار ضمن لفريق ألاباما خامس موسم على التوالي بفوز 10 مباريات، معادلًا أطول سلسلة من 1971 إلى 1975. وفي مباراة "آيرون بول" سحق فريق ألاباما غريمه التقليدي فريق أوبورن بنتيجة 49–0 ليضمن ثالث بطولة للقسم الغربي في مؤتمر الجنوب الشرقي بقيادة سابان. كان هذا الفوز الأكبر في تاريخ هذه المنافسة، وأول مباراة دون أهداف منذ عام 2008. وكانت المباراة الرابعة دون تلقي أهداف في الموسم، وهو إنجاز غير مسبوق في السنوات الأخيرة. كما أنهى الفريق الموسم العادي بسجل 11–1 للمرة الثانية على التوالي.
في بطولة مؤتمر الجنوب الشرقي تمكن فريق ألاباما من التفوق على فريق جورجيا المُصنف ثالثًا في نهاية مثيرة، مُحققًا فوزًا مُستحقًا بنتيجة 32-28، ليتوج باللقب الثالث والعشرين في تاريخ مشاركاته بالبطولة. جاء تتويج فريق ألاباما باللقب في عام 2012 ليعيد إلى الأذهان ذكريات انتصاراته السابقة، حيث كان آخر لقب حققه في المؤتمر عام 2009، ليرفع المدرب سابان رصيده إلى أربعة ألقاب في هذا الإطار. كما ضمن هذا الفوز لفريق ألاباما المشاركة في مباراة بطولة "بي سي إس" للمرة الرابعة في خمس سنوات.
وفي ختام الموسم احتل فريق ألاباما المركز الثاني في التصنيف النهائي لـ "بي سي إس" للسنة الثانية على التوالي. وفي السابع من يناير عام 2013 شهدت مباراة مثيرة بين فريق ألاباما المصنف ثانيًا وفريق نوتردام المصنف أولًا، والتي مثلت أول مواجهة بينهما منذ عام 1987، حيث تمكن فريق ألاباما من تحقيق فوز ساحق بنتيجة 42-14، ليظفر بلقب بطولة "بي سي إس" الوطنية لعام 2013،  رافعًا رصيده من الألقاب الوطنية إلى خمسة عشر لقبًا، ليكون الثالث في أربع سنوات. كما حقق الفريق إنجازًا آخر بتحقيق لقبين وطنيين متتاليين للمرة الأولى منذ عامي 1978 و1979. وبهذا الفوز عادل المدرب سابان سجل والاس ويد في عدد الألقاب الوطنية مع فريق "كريمسون تايد" ليحتلا معًا المركز الثاني في تاريخ فريق ألاباما.

##### موسم 2013
عند انطلاق موسم 2013، تصدر فريق "كريمسون تايد" بقيادة سابان تصنيفات وكالة أسوشيتد برس واستطلاع المدربين، محققًا المركز الأول للمرة الأولى منذ عام 2010. في مباراة الافتتاح، سحق الفريق فريق فيرجينيا تك بنتيجة 35–10 في ملعب جورجيا دوم في أتلانتا. وبعد أسبوع الراحة انتقل الفريق إلى كوليج ستيشن، تكساس حيث تغلب على فريق تكساس إيه آند إم المصنف سادسًا بنتيجة مثيرة 49–42 ليثأر لهزيمته في الموسم السابق. وتوالى انتصارات الفريق على ولاية كولورادو 31–6،  وأول ميسيسيبي 25–0،  وجورجيا 45–3،  ثم كنتاكي 48–7،  وأخيرًا هزم فريق أركنساس للمرة السابعة إجمالًا، وبنتيجة 52–0 للمرة الثانية على التوالي. وفي مواجهة "الفولز" حقق فوزه السابع على التوالي بنتيجة 45–10. وبعد أسبوع راحة آخر، تغلب على جامعة ولاية لويزيانا المصنفة عاشرًا 38–17 ليعزز سابان سجله ضد النمور. ثم أكمل الفريق انتصاراته على ولاية ميسيسيبي 20–7 ليثبت سيطرته الدفاعية ويحقق أطول سلسلة انتصارات في تاريخ المدرسة بـ10 مباريات. واختتم الموسم بفوز ساحق على فريق تشاتانوغا من الدرجة الأولى 49–0.
كانت المباراة التالية مباراة "آيرون بول"، التي استضافها فريق أوبورن المُصنف الرابع في مواجهة بين أفضل خمسة فرق. تعادلت المباراة 28–28 مع بقاء ثانية واحدة فقط في الوقت الأصلي، حيث بدا أن فريقي ألاباما وأوبورن متجهين للوقت الإضافي. لم يكن الوقت الإضافي ضروريًا حيث قرر سابان محاولة ركلة ميدانية من 56 ياردة بدلًا من استنزاف الوقت أو محاولة تسديدة من خط 39 ياردة لفريق أوبورن. كان القرار مكلفًا، حيث كانت الركلة قصيرة لكن التقطها كريس ديفيس من فريق أوبورن على عمق تسع ياردات في منطقة النهاية وعاد بمحاولة الفشل لمسافة 109 ياردات لتحقيق الهبوط في الوقت المنتهي. تسببت الخسارة بنتيجة 28–34 في خروج فريق ألاباما من المنافسة على بطولة مؤتمر الجنوب الشرقي (SEC) وقضت على أمله في البطولة الوطنية. أنهى فريق ألاباما الموسم العادي بسجل 11–1 للسنة الثالثة على التوالي. وفي نهاية الموسم العادي أنهى فريق ألاباما الموسم في المرتبة الثالثة في التصنيفات النهائية لنظام البطولة بالكمبيوتر (BCS) وحصل على دعوة للمشاركة في "شوجر بول" لعام 2014. قبل فريق ألاباما دعوة للعب في ثالث مباراة على التوالي في نظام البطولة بالكمبيوتر وخامس مباراة في سبع مواسم تحت قيادة سابان. في "شوجر بول" خسر فريق ألاباما أمام فريق أوكلاهوما المُصنف الحادي عشر بنتيجة 45–31. كانت خسارة سابان الثانية في مباراة بالبطولة مع ألاباما والأولى منذ "شوجر بول" لعام 2009 أمام يوتا. أنهى فريق "تايد" الموسم بسجل 11–2.

##### موسم 2014
في بداية موسمه الثامن دخل فريق ألاباما الموسم مُحتلًا المركز الثاني في تصنيفات وكالة أسوشيتد برس واستطلاع المدربين، ليكون هذا هو الموسم الثالث في أربع سنوات يحقق فيها هذا الإنجاز. كما يُعد هذا الموسم الخامس على التوالي الذي يبدأ فيه الفريق موسمه ضمن أعلى تصنيفين، والسابع على التوالي ضمن الخمسة الأوائل. وفي المباراة الافتتاحية للموسم عزز الفريق سجله في مباراة "شيك فيل أيه كيك أوف" بفوزه على وست فيرجينيا 33–23 في أول مواجهة بينهما. وفي الأسبوع التالي حقق فوزًا ساحقًا على فلوريدا أتلانتيك بنتيجة 41–0 قبل أن تتوقف المباراة بسبب سوء الأحوال الجوية. ثم واصل انتصاراته على ساذرن ميس بنتيجة 52–12. وفي أولى مباريات المؤتمر قدم الفريق أداءً هجوميًا قويًا بتحقيقه 645 ياردة، مُتغلبًا على فلوريدا بنتيجة 42–21. وبعد أسبوع الراحة تصدر الفريق استطلاع المدربين للمرة السابعة على التوالي، ليؤكد بذلك مكانته كواحد من أبرز فرق الكلية الأمريكية.
تعرض فريق ألاباما لأول هزيمة هذا الموسم أمام فريق أول ميس المُصنف الحادي عشر بنتيجة 23–17، مما أنهى سلسلة انتصاراته العشرة المتتالية أمام "ريبلز". وفي المباراة المئوية لسابان مع الفريق حقق "التايد" فوزًا صعبًا على أركنساس 14–13 ليعزز سلسلة انتصاراته في هذه المواجهة إلى ثمانية انتصارات متتالية. وفي الأسبوع التالي، سيطر الفريق على تكساس إيه آند إم المُصنف في المركز 21، مُحققًا أكبر انتصار رابع في تاريخه بنتيجة 59–0. وفي مواجهة "الفولز"، حقق "التايد" فوزه الثامن على التوالي بنتيجة 34–20. وبعد أسبوع راحة، انتقل الفريق إلى باتون روج حيث حسم مواجهته مع جامعة ولاية لويزيانا المُصنفة 14 لصالحه في الوقت الإضافي بنتيجة 20–13. وفي مواجهة نارية بين عملاقي الكلية، تغلب ألاباما على ولاية ميسيسيبي المُصنفة أولًا بنتيجة 25–20، مُحققًا بذلك إنجازًا تاريخيًا بفوزه على فريق مصنف أول على أرضه لأول مرة. واختتم الفريق موسمه العادي بفوز ساحق على ويسترن كارولينا 48–14، ليضمن بذلك تحقيق موسمه السابع على التوالي بفوز عشرة مباريات.
في مباراة "آيرون بول"، انتقم فريق ألاباما لهزيمته في الموسم الماضي أمام أوبورن المُصنف الخامس عشر، مُحققًا فوزًا ساحقًا بنتيجة 55–44، وهو أكبر فارق أهداف في تاريخ هذه المواجهة. وبهذا الفوز أنهى الفريق موسمه العادي بسجل مثالي 11–1 للمرة الرابعة على التوالي، مُتوجًا بطلًا للقسم الغربي في مؤتمر الجنوب الشرقي. وكان هذا هو اللقب الخامس للقسم الغربي تحت قيادة سابان. وفي نهائي المؤتمر حقق سابان لقبه الخامس (الثالث مع ألاباما) بفوزه على ميزوري المُصنف الرابع عشر بنتيجة 42–13. وكان هذا هو اللقب الرابع والعشرون للفريق في تاريخ المؤتمر، والأول منذ عام 2012. ونتيجة لهذا الإنجاز تأهل الفريق إلى أول بطولة وطنية لكرة القدم الجامعية كأول المُصنفين، حيث واجه فريق ولاية أوهايو المُصنف الرابع في مباراة "شوجر بول"، وخسر بنتيجة 42–35. وكانت هذه هي الخسارة الثالثة لسابان في نهائيات "شوجر بول" مع ألاباما. واختتم الفريق موسمه بسجل 12–2.

##### موسم 2015
في موسمه التاسع على رأس فريق ألاباما، بدأ سابان العام بفريق مُصنف ثالثًا في كل من استطلاع وكالة أسوشيتد برس واستطلاع المدربين، مما يمثل السنة الثامنة على التوالي التي يبدأ فيها فريق "تايد" الموسم ضمن الخمسة الأوائل في التصنيفات. وكان هذا أدنى تصنيف تحضيري له منذ عام 2009. في المباراة الافتتاحية للموسم التي جمعت بين ألاباما وفريق ويسكونسن المُصنف العشرين، حقق فريق ألاباما فوزًا مستحقًا بنتيجة 35–17 في أرلينغتون بولاية تكساس. وفي المباراة الافتتاحية على أرضه هزم فريق "ميدل تينيسي" بنتيجة 37–10. ولكن في المباراة الافتتاحية للمؤتمر خسر ألاباما صراعًا مُثيرًا أمام فريق "أول ميس" المُصنف الخامس عشر بنتيجة 43–37. وفي الأسبوع التالي عاد فريق ألاباما إلى سكة الانتصارات بفوز ساحق على فريق "لويزيانا مونرو" بنتيجة 34–0.
حقق الفريق انتصارًا ساحقًا على فريق جورجيا المُصنف الثامن بنتيجة 38–10. وهزم فريق أركنساس بنتيجة 27–14 ليعزز سلسلة انتصاراته إلى تسع مباريات متتالية. وفي الأسبوع التالي وبفضل أداء دفاعي متميز تغلب على فريق تكساس إيه آند إم المُصنف التاسع بنتيجة 41–23. وفي اللقاء السنوي الذي يقام في السبت الثالث من أكتوبر، حقق "تايد" فوزًا صعبًا على فريق تينيسي بنتيجة 19–14، حيث قلب تأخره في الربع الأخير إلى انتصار، ليعزز سلسلة انتصاراته في هذه المواجهة إلى تسع مباريات متتالية. بعد أسبوع الراحة استضاف ألاباما فريق جامعة ولاية لويزيانا المُصنف الثاني في مباراة قمة جمعت بين فريقين من الخمسة الأوائل، وفاز بنتيجة 30–16. وهزم فريق "تايد" فريق ولاية ميسيسيبي المُصنف العشرين بنتيجة 31–6، ليفوز عليه في ثماني مباريات متتالية. وبعد ذلك سحق منافسه من دوري كرة القدم الجامعية (FCS) فريق تشارلستون ساذرن بنتيجة 56–6 ليضمن موسمه الثامن على التوالي بتحقيق عشرة انتصارات. وفي مباراة "آيرون بول" تغلب على غريمه التقليدي فريق أوبورن بنتيجة 29–13 ليضمن بطولة القسم الغربي في مؤتمر الجنوب الشرقي. واختتم الموسم العادي بسجل حافل بلغ 11 فوزًا وخسارة واحدة، ليكون موسمه الخامس على التوالي الذي يحقق فيه هذا الإنجاز. وفي مباراة نهائي مؤتمر الجنوب الشرقي، ضمن سابان لقبه السادس في المؤتمر عندما تغلب على فريق فلوريدا المُصنف الثامن عشر بنتيجة 29–15. وكان هذا اللقب هو الخامس والعشرين لفريق ألاباما في المؤتمر، والثاني على التوالي والثالث في أربع سنوات. وأُختير فريق ألاباما للمرة الثانية على التوالي للمشاركة في بطولة كرة القدم الجامعية كالمُصنف الثاني.
في 12 ديسمبر تُوج ديريك هنري نجم فريق ألاباما في مركز الركض بجائزة "هايزمان" المرموقة، ليكون بذلك ثاني لاعب يفوز بهذه الجائزة تحت قيادة المدرب سابان. وفي نصف نهائي بطولة الكلية الذي أقيم في "كوتون بول" سحق فريق ألاباما فريق ولاية ميشيغان المُصنف الثالث بنتيجة ساحقة 38-0. وكان هذا الانتصار هو الأول لفريق ألاباما في هذه المرحلة من البطولة، كما أنه عودته الأولى إلى مباراة البطولة الوطنية منذ موسم 2012. واستمر فريق ألاباما في تألقه حيث تغلب على فريق كليمسون المُصنف الأول غير المهزوم بنتيجة مثيرة 45-40، ليتوج بلقب بطولة الكلية لكرة القدم. وبذلك حصد فريق ألاباما لقبه الوطني السادس عشر، والرابع خلال سبع مواسم. كما حقق المدرب سابان لقبه الوطني الخامس، والرابع مع فريق ألاباما. واختتم الفريق موسمه الرائع بسجل حافل بلغ 14 فوزًا وخسارة واحدة.

##### موسم 2016
استهل فريق ألاباما بقيادة سابان في موسمه العاشر مسيرته هذا العام وهو يحتل الصدارة في كل من استطلاع وكالة أسوشيتد برس واستطلاع المدربين. وكان هذا هو العام التاسع على التوالي الذي يحتل فيه ألاباما صدارة التصنيف في مرحلة ما من الموسم. وفي أول مواجهة بين الفريقين منذ بطولة "ألوها بول" عام 1985 سيطر ألاباما بشكل قاطع على فريق "يو إس سي" المُصنف العشرين، مُحققًا فوزًا ساحقًا بنتيجة 52–6 في كلاسيك أدفوكير في أرلينغتون بولاية تكساس. وفي المباراة الافتتاحية على أرضه، قدم الفريق عرضًا قويًا وهزم فريق "ويسترن كنتاكي" بنتيجة 38–10. وفي المباراة الافتتاحية للمؤتمر تمكن ألاباما من الانتقام لخسارته السابقه حيث حقق فوزًا مُثيرًا على فريق "أول ميس" المُصنف التاسع عشر بنتيجة 48–43. وفي الأسبوع التالي قدم سابان أداءً استعراضيًا أمام جامعته السابقة "كينت ستيت" محققًا فوزًا ساحقًا بنتيجة 48–0. وفي مباراة الإياب سيطر ألاباما على مجريات اللعب وهزم فريق كنتاكي بنتيجة 34–6. واستمر سابان في تحقيق الانتصارات، حيث حقق فوزه العاشر على التوالي على فريق أركنساس بنتيجة 49–30.
في مباراة السبت الثالث من شهر أكتوبر قدم فريق ألاباما عرضًا قويًا أمام فريق تينيسي المُصنف التاسع وفاز بنتيجة 49–10، ليعزز بذلك سلسلة انتصاراته على خصمه إلى عشرة مباريات متتالية. وفي مواجهة أخرى قوية، هزم فريق ألاباما فريق تكساس إيه آند إم المُصنف السادس بنتيجة 33–14. وبعد أسبوع الراحة سافر الفريق إلى باتون روج لخوض مباراة دفاعية شرسة أمام فريق جامعة ولاية لويزيانا المُصنف الخامس عشر وحقق الفوز بنتيجة 10–0. وكان هذا الفوز هو السادس على التوالي لفريق ألاباما على فريق جامعة ولاية لويزيانا، والأول الذي يشهد إحراز الفريق صفرًا من الأهداف المستقبلة منذ مباراة بطولة "بي سي إس" الوطنية عام 2012. وفي الأسبوع التالي قدم ألاباما عرضًا هجوميًا قويًا مُلحقًا الهزيمة بفريق ولاية ميسيسيبي بنتيجة 51–3. وبهذا الفوز حقق سابان إنجازًا جديدًا حيث قاد فريق ألاباما لتحقيق عشرة انتصارات أو أكثر للموسم التاسع على التوالي. وبفوز فريق جورجيا على فريق أوبورن المُصنف التاسع، ضمن فريق "تايد" بطولته الثالثة على التوالي للقسم الغربي في مؤتمر الجنوب الشرقي، ليعزز بذلك هيمنته على القسم، وحقق سابان لقب القسم للمرة السابعة مع فريق ألاباما والعاشرة في مسيرته التدريبية. وفي الأسبوع التالي هزم فريق ألاباما منافسه من "إف سي إس" فريق تشاتانوغا بنتيجة 31–3.
في مباراة "آيرون بول" تمكن سابان من تحقيق موسم عادي خالٍ من الهزائم، وذلك بفوزه على منافسه داخل الولاية فريق أوبورن المُصنف السادس عشر بنتيجة 30–12. وبهذه النتيجة حقق ألاباما فوزه الثالث على التوالي على "التايغرز" وهو الإنجاز الذي لم يتحقق منذ موسم 1990–1992. واختتم ألاباما موسمه العادي بسجل مثالي 12–0، وهو الإنجاز الثالث من نوعه في عهد سابان والثاني منذ عام 2009. وفي بطولة مؤتمر الجنوب الشرقي واجه ألاباما فريق فلوريدا المُصنف الخامس عشر في إعادة لمباراة مثيرة في الموسم الماضي وتمكن من تحقيق فوز ساحق بنتيجة 54–16. وبهذا الفوز حصد ألاباما لقبه السادس والعشرين في مؤتمر الجنوب الشرقي، والخامس لسابان مع الفريق والسابع في مسيرته التدريبية. ويُعتبر هذا الفوز هو الثالث على التوالي للفريق في المؤتمر، وهو إنجاز لم يتحقق منذ موسم 1977–1979، كما أنه يُمثل أول "ثلاثية" للبطولة منذ إضافة مباراة بطولة المؤتمر في عام 1992. [23ٍ]
نجح فريق ألاباما في تحقيق إنجاز تاريخي، حيث تُوج بطلًا لكرة القدم الجامعية للمرة الثالثة على التوالي، ليكون بذلك أول فريق يحقق هذا الإنجاز منذ عقود. وبدأت رحلته في البطولة كالمُصنف الأول للمرة الثانية على التوالي. وواجه فريق "تايد" في بطولة "بيتش بول" فريق "واشنطن هسكيز" المُصنف الرابع. وفي أول مواجهة بين الفريقين منذ بطولة "صن بول" لعام 1986،  سيطر ألاباما على مجريات اللعب، مُحققًا فوزًا مستحقًا بنتيجة 24–7. وفي إعادة لمباراة البطولة السابقة، دارت مواجهة مثيرة بين ألاباما وكليمسون المُصنف الثاني، والتي انتهت بصعوبة لصالح كليمسون بنتيجة 35–31، حيث تمكن "التايغرز" من تسجيل تمريرة هبوط الفوز في اللحظات الأخيرة من المباراة، ولم يتمكن ألاباما من استعادة الكرة بعد ركلة كليمسون، ليعلن عن نهاية المباراة بانتصار مثير للتايغرز. وبذلك انتهت سلسلة انتصارات ألاباما التي استمرت 26 مباراة، كما كانت هذه الخسارة هي الأولى للمدرب سابان في مباراة للبطولة. واختتم فريق "تايد" موسمه بسجل حافل بلغ 14 فوزًا وخسارة واحدة 14–1.

##### موسم 2017

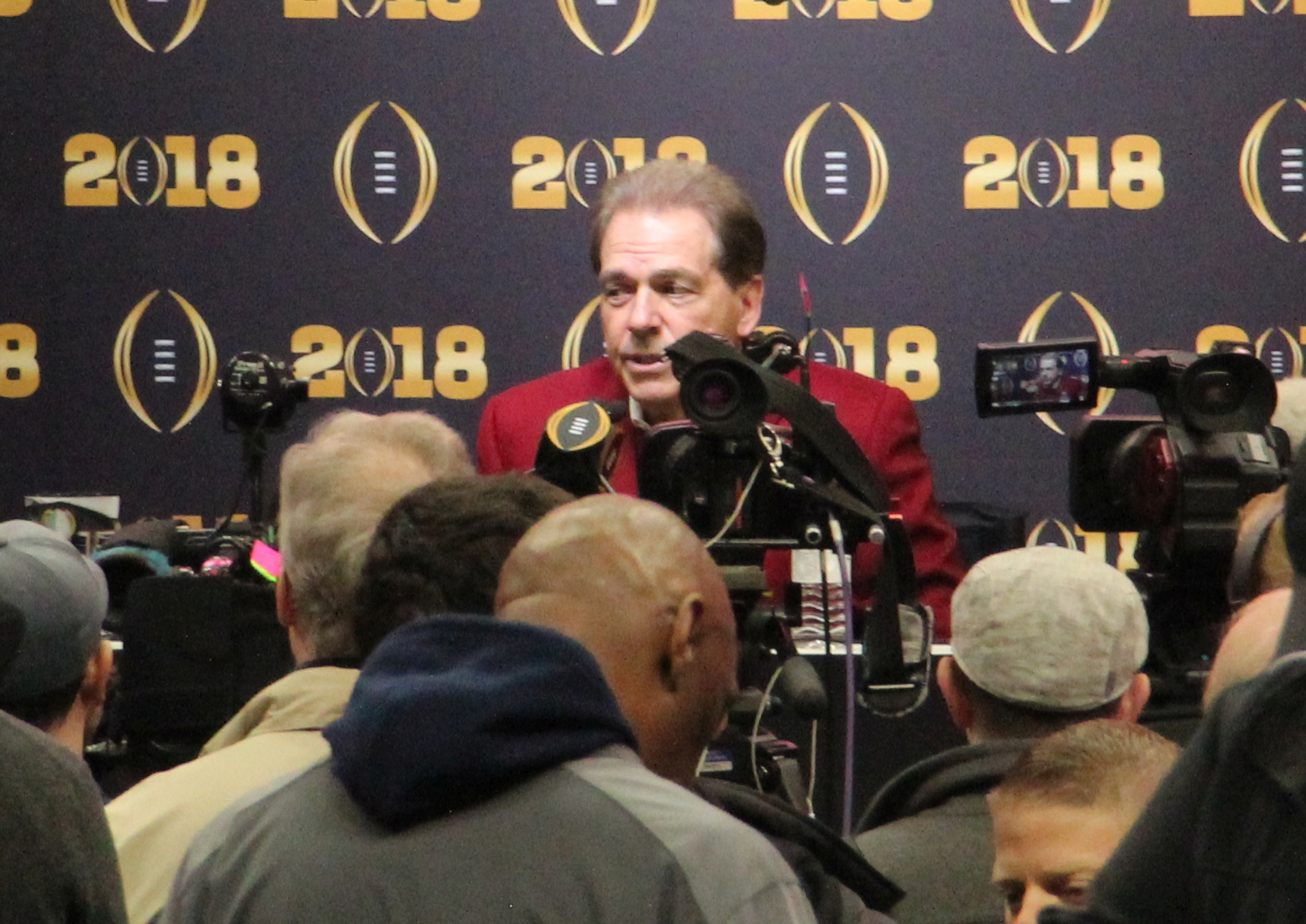
سابين يتحدث إلى وسائل الإعلام قبل بطولة 2018 الوطنية

بدأ فريق ألاباما موسمه الحادي عشر بقيادة سابان مُحتلًا الصدارة في تصنيفات كل من وكالة أسوشيتد برس والمدربين، مما يعكس هيمنته على كرة القدم الجامعية. وكان هذا هو الموسم العاشر على التوالي الذي يحتل فيه ألاباما صدارة التصنيف في مرحلة ما من الموسم، والرابع الذي يبدأ فيه الفريق الموسم في الصدارة تحت قيادة سابان. في مباراة شيك فيل أيه كيك أوف [الإنجليزية] التي جمعت بين أقوى ثلاثة فرق سيطر ألاباما على مجريات اللعب، محققًا فوزًا مستحقًا على ولاية فلوريدا بنتيجة 24–7. وبهذه النتيجة رفع ألاباما رصيده إلى 5 انتصارات متتالية في مباريات "شيك فيل أيه"، كما حقق سابان فوزه الحادي عشر على التوالي على المدربين المساعدين السابقين مؤكدًا تفوقه التكتيكي. وفي المباراة الافتتاحية على أرضه واصل ألاباما سلسلة انتصاراته مُلحقًا الخسارة بفريق "فريسنو ستيت" بنتيجة 41–10. في الأسبوع التالي هزم فريق ولاية كولورادو بنتيجة 41–23.
في المباراة الافتتاحية للمؤتمر، قدم فريق "تايد" عرضًا قويًا مسيطرًا على فريق فاندربيلت بنتيجة ساحقة 59–0. وفي الأسبوع التالي، حقق ألاباما فوزًا ساحقًا على فريق أول ميس [الإنجليزية] بنتيجة 66–3، وهي أعلى نتيجة يحققها الفريق منذ عام 1979،  وفي مواجهة صعبة تمكن ألاباما من تحقيق فوز مثير على فريق تكساس إيه آند إم بنتيجة 27–19. واستمر ألاباما في تقديم عروض قوية، حيث هزم فريق أركنساس بنتيجة 41–9، ليعزز بذلك سلسلة انتصاراته إلى 11 فوزًا متتاليًا في هذه المواجهة. وفي الاجتماع السنوي سيطر ألاباما على فريق تينيسي محققًا فوزًا ساحقًا بنتيجة 45–7،  مُعادلًا بذلك الرقم القياسي في عدد الانتصارات المتتالية على "الفولز" والذي استمر من 1971 إلى 1981. بعد أسبوع الراحة، واصل فريق جامعة ألاباما سلسلة انتصاراته محققًا فوزًا صعبًا على منافسه المباشر، فريق جامعة ولاية لويزيانا المُصنف التاسع عشر بنتيجة 24–10. وفي مواجهة أخرى شاقة سافر فريق ألاباما إلى مدينة ستاركفيل وتمكن من الفوز أمام فريق ولاية ميسيسيبي المُصنف الثامن عشر بنتيجة 31–24. وقد حقق هذا الفوز لفريق سابان الموسم العاشر على التوالي الذي يفوز فيه بعشر مباريات أو أكثر.
في يوم التخرج سحق فريق كرة قدم جامعة ألاباما منافسه من دوري كرة القدم للمحترفين (FCS) فريق ميرسر بنتيجة بلغت 56–0. حقق هذا الانتصار الفوز الحادي والخمسين لفريق سابان في موسم واحد، مُعادلًا بذلك الرقم القياسي للرابطة الوطنية لرياضة الجامعات (NCAA). وفي مباراة "آيرون بول" الشهيرة تعرض الفريق لأول هزيمة في الموسم على يد خصمه التقليدي داخل الولاية فريق أوبورن المُصنف السادس، بنتيجة 26–14. رغم هذه الخسارة، أنهى الفريق الموسم العادي بسجل 11–1. في الثالث من ديسمبر تأهل فريق ألاباما للمشاركة في بطولة كرة القدم الجامعية للمرة الرابعة على التوالي، ليُصبح أول فريق يحقق هذا الإنجاز بعد احتلاله المركز الثاني في القسم الغربي لمؤتمر الجنوب الشرقي (SEC). صُنف الفريق في المركز الرابع وواجه فريق كليمسون المُصنف الأول في بطولة "شوجر بول". في إعادة لمباراتي النهائي للعامين السابقين انتقم فريق ألاباما من خسارته السابقة أمام كليمسون وحقق فوزًا مستحقًا بنتيجة 24–6. وبهذا الفوز حقق سابان أول انتصار له في "شوجر بول" كمدرب لفريق ألاباما، قاطعًا بذلك سلسلة من الهزائم المتتالية في هذه البطولة. كما ضمن هذا الفوز لسابان المشاركة في مباراة البطولة الوطنية للمرة الثالثة على التوالي. وأخيرًا حقق فريق سابان الرقم القياسي الجديد لرابطة الجامعات الوطنية للرياضة بالفوز الثاني والخمسين.
في مواجهة نارية التقى فريق ألاباما بخصمه العنيد فريق جورجيا بولدوغز المُصنف الثالث، في المباراة النهائية لمؤتمر الجنوب الشرقي (SEC). وفي أجواء مشحونة بالإثارة، تمكن لاعب الوسط الاحتياطي توا تاغوفيلوا من تسجيل تمريرة هبوط حاسمة إلى ديفونتا سميث في لعبة صعبة من مسافة 26 ياردة، ليمنح فريقه الفوز بنتيجة 26–23 في الوقت الإضافي. وبهذا الانتصار رفع فريق ألاباما رصيده من الألقاب الوطنية إلى 17 لقبًا، مُحققًا بذلك لقبه الخامس في غضون تسع مواسم. وعلى الصعيد الشخصي عادل المدرب نيك سابان إنجاز الأسطورة بير براينت برصيد ستة ألقاب وطنية، ليصبحا أكثر المدربين تتويجًا بالألقاب في عصر التصنيف. وفي الختام أنهى فريق ألاباما الموسم بمشوار حافل حقق خلاله 13 انتصارًا مقابل هزيمة وحيدة 13–1.

##### موسم 2018
بدأ فريق ألاباما موسمه الثاني عشر محققًا إنجازًا بارزًا بتصدره تصنيفات وكالة أسوشيتد برس والمدربين للعام الثالث على التوالي. وحقق أول فوز له أمام فريق لويزفيل بنتيجة 51–14 في المباراة الافتتاحية للموسم في أورلاندو بولاية فلوريدا. واستمر الفريق في تقديم عروض قوية، حيث تغلب على أركنساس ستيت بنتيجة 57–7. وفي المباراة الافتتاحية للمؤتمر هزم فريق "أول ميس" بنتيجة 62–7. ثم واجه فريق ألاباما تحديات أكبر في مبارياته التالية، إلا أنه تمكن من تخطيها بنجاح، حيث تغلب على تكساس إيه آند إم بنتيجة 45–23.، ثم تغلب على لويزيانا بنتيجة 56–14.، وكذلك فعل أمام أركنساس بنتيجة 65–31. وفي مواجهة ميسوري واصل الفريق سلسلة انتصاراته مسجلًا فوزًا مستحقًا بنتيجة 39–10. في السبت الثالث من أكتوبر حقق فريق ألاباما انتصارًا تاريخيًا على غريمه التقليدي فريق تينيسي بنتيجة 58–21. وبعد أسبوع الراحة سافر الفريق إلى باتون روج لمواجهة فريق جامعة ولاية لويزيانا في مباراة حاسمة، حيث تمكن من تحقيق فوز ساحق بنتيجة 29–0، ليضمن بذلك لقب القسم للمرة السابعة على التوالي. وكان هذا الفوز هو الثامن على التوالي لسابان على فريق جامعة ولاية لويزيانا،  مُحققًا فوزه رقم 900 في تاريخه. ثم واصل فريق ألاباما انتصاراته بتحقيق فوزًا ساحقًا على فريق ولاية ميسيسيبي بنتيجة 24–0. وبهذا الفوز حقق سابان موسمه الحادي عشر على التوالي الذي يفوز فيه بعشر مباريات.
واصل فريق ألاباما سلسلة انتصاراته وهزم فريق سيتادل بنتيجة 50–17. وفي مباراة "آيرون بول" انتقم من خسارته السابقة أمام أوبورن مُحققًا فوزًا ساحقًا بنتيجة 52–21. وبذلك يكون فريق ألاباما قد أنهى الموسم العادي بدون أي هزيمة للمرة الرابعة على التوالي. وفي بطولة مؤتمر الجنوب الشرقي، قدم الفريق أداءً بطوليًا حيث تمكن من قلب تأخره الكبير أمام فريق جورجيا المصنف الرابع، محققًا فوزًا مثيرًا بنتيجة 35–28. وبذلك توج فريق ألاباما بلقب المؤتمر للمرة السابعة والعشرين،  وحقق المدرب سابان لقبه الثامن في المؤتمر مع فريق ألاباما. والسادس مع فريق ألاباما. كما سجل فريق سابان رقمًا قياسيًا جديدًا في عدد الانتصارات المتتالية على مستوى الجامعات الأمريكية وهو 54 فوز متتالي. بعد هذا الإنجاز الكبير، تأهل فريق ألاباما للمشاركة في بطولة كرة القدم الجامعية للمرة الخامسة على التوالي، وحظي بفرصة الدفاع عن لقبه المُصنف الأول. في مواجهة تاريخية التقى فريق ألاباما بغريمه التقليدي فريق أوكلاهوما في مباراة شهدت إثارة كبيرة. تمكن فريق ألاباما من كسر سلسلة هزائمه المتتالية أمام هذا الخصم، محققًا فوزًا مستحقًا بنتيجة 45–34. وبذلك يكون فريق ألاباما قد حقق أول انتصار له في بطولة "أورانج بول" منذ عام 1966. تأهل فريق ألاباما للمباراة النهائية للمرة الرابعة على التوالي، حيث واجه فريق كليمسون في مواجهة مثيرة. وعلى الرغم من السجل الحافل لفريق ألاباما فقد تعرض لأكبر هزيمة في عهد المدرب سابان عندما خسر بنتيجة 44–16. وبذلك انخفض رصيد سابان من الانتصارات في المباريات النهائية إلى 2–2. ورغم هذه الخسارة المؤلمة، أنهى فريق ألاباما موسمه بسجل 14–1.

##### موسم 2019
بدأ فريق ألاباما المُصنف ثانيًا وفق تصنيفات وكالة أسوشيتد برس والمدربين، موسمه الثالث عشر تحت قيادة سابان. في مباراة "شيك فيل أيه كيك أوف" تغلب الفريق على "ديوك" بنتيجة 42–3. وفي المباراة الافتتاحية على أرضه، حسم "تايد" الفوز على ولاية نيو مكسيكو بفارق كبير بلغ 62–10. ثم انتقل الفريق إلى كولومبيا بولاية كارولينا الجنوبية، وهزم ساوث كارولينا في أولى مباريات المؤتمر بنتيجة 47–23. وفي المباراة التالية سحق فريق "ساذرن ميس" بنتيجة 49–7. ثم عاد الفريق إلى مباريات المؤتمر مجددًا وحقق فوزًا ساحقًا على "أول ميس" بنتيجة 59–31. وفي اليوم التالي ارتقى ألاباما إلى صدارة تصنيفات وكالة أسوشيتد برس والمدربين. وهذه هي السنة الثانية عشرة على التوالي التي يتصدر فيها ألاباما التصنيف في مرحلة ما خلال الموسم.
بعد أسبوع الراحة، سافر الفريق إلى كوليج ستيشن وهزم تكساس إيه آند إم المُصنف 24 بنتيجة 47–28. وفي السبت الثالث من أكتوبر، حقق "تايد" فوزه الثالث عشر على التوالي على حساب تينيسي بنتيجة 35–13. وفي يوم التخرج، حقق الفريق فوزه الثالث عشر على التوالي على أركنساس بنتيجة 48–7. وبعد أسبوع الراحة الثاني، واجه ألاباما جامعة ولاية لويزيانا المُصنفة ثانيًا في مباراة جمعت بين الفرق الثلاثة الأولى للسنة الثانية على التوالي. وتلقى سابان أول خسارة له في الموسم بنتيجة 46–41، مما أنهى سلسلة انتصاراته التي استمرت ثماني مباريات أمام "تايغرز". كما أنهى سلسلة انتصارات ألاباما في مباريات الإياب التي استمرت 31 مباراة. وفي الأسبوع التالي هزم ولاية ميسيسيبي بنتيجة 38–7. وفي يوم التخرج سيطر "تايد" على ويسترن كارولينا بنتيجة 66–3، ليضمن موسم سابان الثاني عشر على التوالي بفوز 10 مباريات. ولكن في مباراة "آيرون بول" تلقى سابان خسارته الثانية في الموسم أمام أوبورن المُصنف الخامس عشر بنتيجة 48–45.
كانت هذه هي المرة الأولى التي يخسر فيها سابان مباراتين في الموسم العادي منذ عام 2010، ولم يتأهل ألاباما لبطولة كرة القدم الجامعية للمرة الأولى. وأنهى الفريق الموسم العادي بسجل 10–2 واحتل المركز الثالث عشر في التصنيفات النهائية لبطولة كرة القدم الجامعية. وتم اختيار الفريق لمواجهة ميشيغان المُصنف الرابع عشر بقيادة جيم هاربو في بطولة "سيتروس بول". وفي أول لقاء بينهما منذ عام 2012 فاز "تايد" بنتيجة 35–16. وأنهى الفريق الموسم بسجل 11–2.

##### موسم 2020
شهد الموسم الرابع عشر لفريق ألاباما تقليصًا في عدد المباريات إلى عشر مباريات جميعها ضمن المؤتمر، وذلك نتيجة لجائحة كوفيد–19 التي اجتاحت الولايات المتحدة، وقد بدأ الموسم في 26 سبتمبر. بدأ الفريق الموسم وهو مُصنف ثالثًا وفق تصنيفات وكالة أسوشيتد برس والمدربين. وفي المباراة الافتتاحية للموسم، سافر الفريق وهزم ميزوري بنتيجة 38–19. وفي المباراة الافتتاحية على أرضه، تغلب على تكساس إيه آند إم المُصنف الثالث عشر بنتيجة ساحقة بلغت 52–24. وفي الأسبوع التالي، واجه سابان مساعده السابق لين كيفين في مباراة مثيرة، وحسم الفوز على أول ميس بنتيجة 63–48. وقد سجلت المباراة أعلى عدد من النقاط (111) في مباراة ضمن المؤتمر بدون وقت إضافي في تاريخ مؤتمر الجنوب الشرقي. في 14 أكتوبر 2020 ثبتت إصابة سابان بفيروس كوفيد–19، إلى جانب مدير الرياضة في الجامعة جريج بيرن. ولكن في ذلك السبت، جاءت نتيجة فحص سابان سلبية وتمكن من تدريب الفريق في مواجهة جورجيا المُصنفة ثالثًا، وهي مباراة جمعت بين الفرق الثلاثة الأولى. وقد فاز "تايد" بنتيجة 41–24 ليحسن سجله إلى 22–0 ضد المساعدين السابقين. وفي السبت الثالث من أكتوبر، حقق ألاباما فوزه الرابع عشر على التوالي على منافسه تينيسي بنتيجة 48–17. وفي الأسبوع التالي، سحق فريق ولاية ميسيسيبي بنتيجة كبيرة بلغت 41–0 دون أن يستقبل أي نقاط. وبعد أسبوع الراحة، ارتقى الفريق إلى صدارة التصنيفات. وهذه هي السنة الثالثة عشرة على التوالي التي يصل فيها ألاباما إلى صدارة التصنيف خلال الموسم. وبعد أسبوع إضافي من الراحة بسبب كوفيد-19، عاد الفريق للعب وهزم كنتاكي بنتيجة 63–3. وفي 25 نوفمبر، ثبتت إيجابية اختبار كوفيد–19 لسابان مجددًا. وغاب عن المباراة التالية أمام أوبورن المُصنف في المركز 22 في مباراة "آيرون بول"، والتي فاز بها ألاباما بنتيجة 42–13. وفي الأسبوع التالي، عاد سابان إلى الخط الجانبي، وهزم الفريق جامعة ولاية لويزيانا بنتيجة 55–17. وقد ضمن هذا الفوز للفريق لقب القسم الغربي في مؤتمر الجنوب الشرقي، وهو اللقب الخامس عشر في تاريخهم والثاني عشر لسابان كمدرب.
أنهى فريق ألاباما الموسم العادي دون أي هزيمة بفوزه الكبير على أركنساس بنتيجة 52–3. وكان هذا هو الموسم العادي الخامس على التوالي الذي يُنهيه سابان وفريقه دون أي خسارة. كما يعتبر هذا الموسم الثالث عشر على التوالي الذي يحقق فيه ألاباما عشرة انتصارات أو أكثر. وفي بطولة مؤتمر الجنوب الشرقي حافظ ألاباما على تقدمه في مباراة شهدت تبادلًا للنقاط مع فلوريدا المُصنف سابعًا، وانتهت بفوز "تايد" بنتيجة 52–46. وقد منح هذا الفوز ألاباما لقبه الثامن والعشرين في مؤتمر الجنوب الشرقي، وأضاف سابان إلى رصيده اللقب التاسع كمدرب. وفي اليوم التالي، تأهل ألاباما للمشاركة في بطولة كرة القدم الجامعية للمرة السادسة في سبع سنوات. وقد اختير الفريق كأول المُصنفين، وواجه نوتردام المُصنف رابعًا في بطولة "روز بول". وفي أول لقاء بينهما منذ مباراة بطولة "بي سي إس" الوطنية لعام 2013، هزم "تايد" فريق "الأيرش" بنتيجة 31–14. وفي 5 يناير 2021 فاز "ديفونتا سميث" بجائزة "هايزمان" وهو ثالث لاعب يفوز بها تحت قيادة سابان. واحتل "ماك جونز" و"ناجي هاريس" المركزين الثالث والخامس على التوالي في التصويت. ليصبح ألاباما ثاني فريق جامعي يضم ثلاثة لاعبين ضمن الخمسة الأوائل في التصويت على جائزة هايزمان، بعد فريق الجيش عام 1946. وفي بطولة كرة القدم الجامعية الوطنية لعام 2021، هزم ألاباما ولاية أوهايو المُصنفة ثالثًا بنتيجة ساحقة بلغت 52–24 ليتوج باللقب الوطني الثامن عشر في تاريخه. وقد منح هذا الفوز سابان لقبه الوطني السابع، والسادس مع "كريمسون تايد"، متجاوزًا بذلك بير برايانت في عدد الألقاب على مر العصور. وكان هذا هو الموسم الثاني على التوالي الذي يُنهيه سابان وفريقه دون أي هزيمة، والأول منذ عام 2009. وقد اختتم "تايد" الموسم بسجل مثالي بلغ 13–0.

##### موسم 2021
في 7 يونيو 2021 وافق سابان على تمديد عقده مع فريق ألاباما حتى موسم 2028.
بدأ فريق ألاباما موسمه الخامس عشر وهو المُصنف الأول في التصنيفين التحضيريين لوكالة أسوشيتد برس واستطلاع المدربين، وذلك للموسم الرابع عشر على التوالي. وهي المرة السادسة التي يبدأ فيها الفريق موسمه وهو المُصنف الأول بقيادة سابان. في مباراة "شيك فيل أيه كيك أوف" هزم فريق ميامي (فلوريدا) المُصنف الرابع عشر بنتيجة 44–13 في أول لقاء بينهما منذ "شوجر بول" عام 1993. وفي المباراة الافتتاحية على أرضه هزم فريق ميرسر بنتيجة 48–14. وفي الأسبوع التالي سافر الفريق إلى جينزفيل لمواجهة فريق فلوريدا المُصنف الحادي عشر. وفي المباراة الافتتاحية للمؤتمر فاز بصعوبة بنتيجة 31–29. وفي الأسبوع التالي هزم فريق "ساذرن ميس" بنتيجة 63–14. ثم حقق فوزًا آخر على فريق "أول ميس" المُصنف الثاني عشر بنتيجة 42–21. سافر فريق ألاباما إلى كوليج ستيشن في تكساس للعب أمام فريق تكساس إيه آند إم في المباراة التالية. في مباراة مثيرة ذهابًا وإيابًا، سجل فريق "أجيز" ركلة ميدانية من 28 ياردة في اللحظة الأخيرة ليفوز على فريق "تايد" بنتيجة 41–38. تسببت هذه الخسارة في إنهاء سلسلة انتصارات فريق ألاباما التي استمرت 19 مباراة، وكذلك سلسلة انتصاراته لـ 8 مباريات ضد فريق "أجيز"، وسلسلة انتصاراته التي استمرت مئة مباراة ضد الفرق غير المُصنفة منذ عام 2007. وفي الأسبوع التالي عاد الفريق للفوز عندما هزم فريق ولاية ميسيسيبي بنتيجة 49–9. وفي السبت الثالث من أكتوبر هزم فريق تينيسي بنتيجة 52–24 لتحقيق فوزه الخامس عشر على التوالي في السلسلة. وبعد أسبوع الراحة فاز في مباراة صعبة أمام فريق جامعة ولاية لويزيانا بنتيجة 20–14. اختتم فريق ألاباما مبارياته خارج فرق المؤتمر بالفوز على فريق ولاية نيومكسيكو بنتيجة 59–3.
حقق فريق ألاباما في يوم التخرج فوزًا صعبًا على فريق أركنساس المُصنف في المركز 21 بنتيجة 42–35. وضمن سابان لقبه الحادي عشر في القسم الغربي في مؤتمر الجنوب الشرقي (SEC) مع فريق ألاباما. حقق الفوز أيضًا لسابان موسمه الرابع عشر على التوالي بالفوز بعشر مباريات، مما يعادل الرقم القياسي لبوبى بودن لأكبر عدد من الانتصارات في كل الأوقات. أما في مباراة "آيرون بول" فقد لعب فريق ألاباما أمام فريق أوبورن وفاز بنتيجة 24–22 في أربع أشواط إضافية. وأنهى فريق "تايد" الموسم العادي بسجل 11–1. وفي بطولة مؤتمر الجنوب الشرقي واجه فريق ألاباما فريق جورجيا المُصنف الأول وفاز بنتيجة 41–24،  ليحقق سامان لقبه الثامن في مؤتمر الجنوب الشرقي مع فريق ألاباما، والبطولة التاسعة والعشرين في تاريخ فريق "تايد" في المؤتمر. في اليوم التالي أُختير فريق ألاباما للمشاركة في بطولة كرة القدم الجامعية للمرة السابعة خلال ثماني سنوات، حيث أُختير الفريق كالمُصنف الأول ولعب أمام فريق سينسيناتي المُصنف الرابع في أول لقاء بين المدارس منذ عام 1990. وفي 11 ديسمبر فاز "برايس يونج" بجائزة "هايزمان"، وهو رابع لاعب يفوز بهذه الجائزة تحت قيادة سابان. يعادل هذا الفوز عدد جوائز هايزمان الفائزة بقيادة سابان مع فرانك ليهي. في مباراة "كوتون بول كلاسيك" هزم فريق سينسيناتي بنتيجة 27–6. ولعب الفريق أمام فريق جورجيا المُصنف الثالث في إعادة لمباراة بطولة مؤتمر الجنوب الشرقي في المباراة الوطنية الثالثة لجميع فرق المؤتمر. وفي بطولة كرة القدم الجامعية الوطنية تعرض سابان لخسارته الثالثة في مباراة البطولة حيث خسر بنتيجة 33–18. أنهى الفريق الموسم بسجل 13–2.

##### موسم 2022

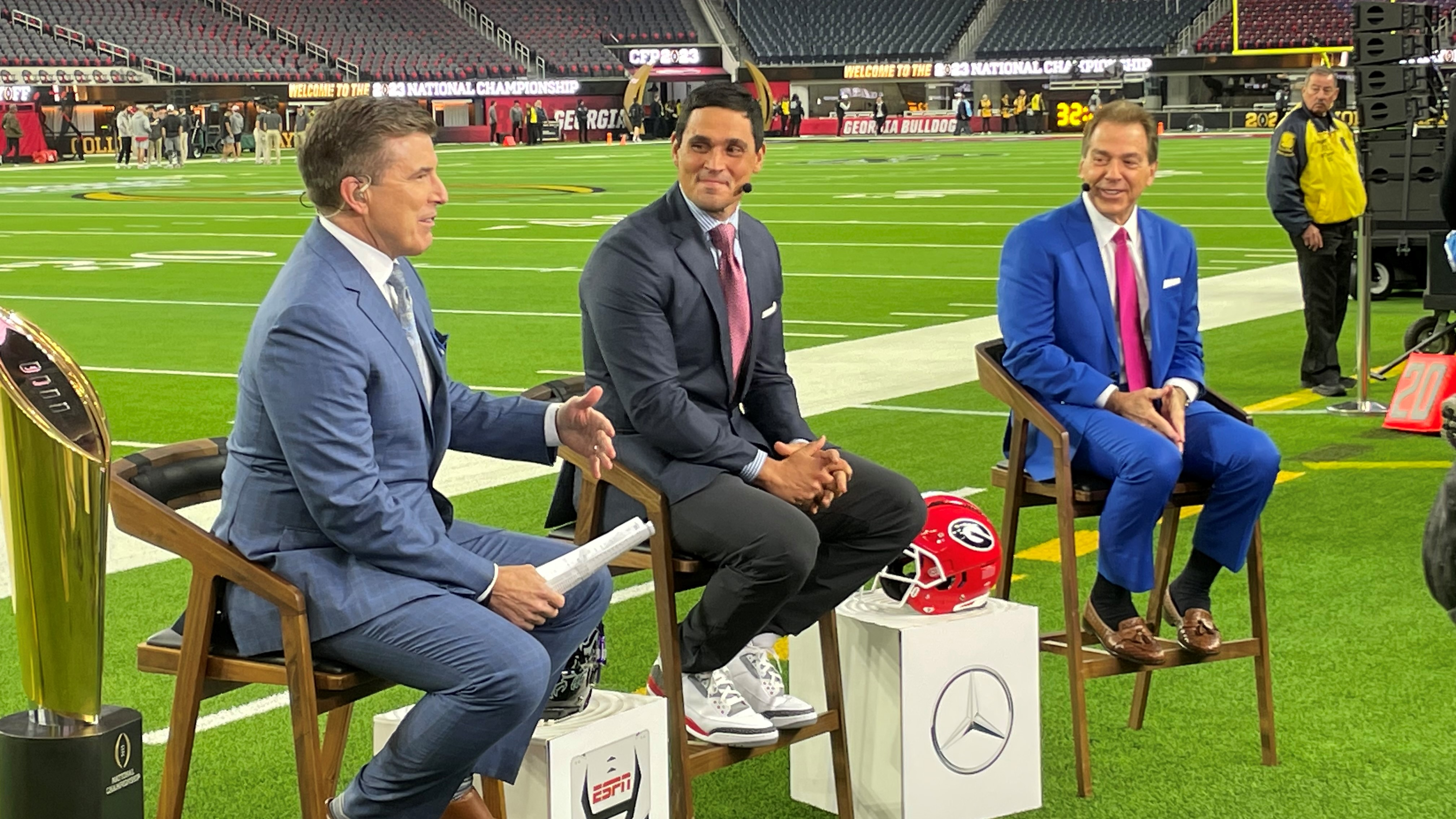
سابين يقدم تحليلًا قبل المباراة إلى جانب ريس ديفيس وديفيد بولاك من إي إس بي إن قبل مباراة بطولة تصفيات الكلية لكرة القدم لعام 2023

بدأ فريق ألاباما موسمه السادس عشر وهو المُصنف الأول في التصنيفين التحضيريين لوكالة أسوشيتد برس واستطلاع المدربين. وقد كان موسم 2022 هو الموسم الخامس عشر على التوالي الذي يحتل فيه الفريق المرتبة الأولى في مرحلة ما من العام. وفي المباراة الافتتاحية للموسم حقق أول فوز له في الموسم أمام فريق ولاية يوتا بنتيجة 55–0. ثم سافر إلى أوستن لأول مرة منذ عام 1922 للعب أمام فريق تكساس. وفي أول لقاء منذ مباراة تصنيفات نظام البطولة بالكمبيوتر (BCS) لعام 2010، حقق الفريق نتيجة 20–19. وفي الأسبوع التالي هزم "لويزيانا مونرو" بنتيجة 63–7. وافتتح ألاباما مباريات المؤتمر بتحقيق انتصار أمام فريق فاندربيلت بنتيجة 55–3. وفي الأسبوع التالي سافر الفريق إلى فايتفيل ليهزم "فريق أركنساس" المُصنف رقم 20 بنتيجة 49–26. في مباراته التالية هزم فريق "تكساس إيه آند إم" بنتيجة 24–20 ثأرًا لخسارته الوحيدة في الموسم العادي السابق. وفي السبت الثالث من أكتوبر تعرض سابان لأول خسارة له كمدرب لفريق ألاباما أمام فريق تينيسي المُصنف السادس حيث خسر بنتيجة 52–49 في اللحظة الأخيرة في ملعب نيلاند في نوكسفيل. أدت هذه الخسارة لإنهاء أطول سلسلة انتصارات لفريق ألاباما على فريق تينيسي التي استمرت خمسة عشر مباراة. وفي يوم التخرج عاد الفريق للفوز وهزم فريق ولاية ميسيسيبي المُصنف في المركز 24 بنتيجة 30–6. وبعد أسبوع الراحة سافر فريق ألاباما إلى باتون روج لمواجهة فريق جامعة ولاية لويزيانا المُصنف العاشر في مباراة بين "الفرق المُصنفة في المراكز العشرة الأولى"، وحينها تعرض لخسارته الثانية في الموسم بنتيجة 32–31 في الوقت الإضافي. ثم عاد الفريق للفوز بفارق ضئيل على فريق "أول ميس" المُصنف الحادي عشر بنتيجة 30–24. وفي الأسبوع التالي هزم فريق ألاباما فريق أوستن بي بنتيجة 34–0. أما في مباراة "آيرون بول" فقد هزم فريق أوبورن بنتيجة 49–27،  وبهذا الفوز ضمن سابان موسمه الخامس عشر على التوالي الذي يفوز فيه بعشر مباريات، وهو رقم قياسي جديد للرابطة الوطنية للرياضة الجامعية (NCAA). أنهى فريق ألاباما الموسم العادي بسجل 10–2 وأُختير للعب أمام فريق ولاية كنساس المُصنف التاسع في بطولة "شوجر بول". في أول لقاء بين المدرستين فاز فريق ألاباما بنتيجة 45–20،  مُنهيًا الموسم بسجل 11–2.

##### موسم 2023
بدأ الفريق موسمه السابع وهو مُصنف في المركز الرابع في التصنيف التحضيري، والمصنف الثالث في تصنيف المدربين. وفي المباراة الافتتاحية للموسم هزم فريق ألاباما فريق "ميدل تينيسي" بنتيجة 56–7. وفي الأسبوع التالي استضاف فريق ألاباما فريق تكساس المصنف الحادي عشر في مباراة وخسر بنتيجة 34–24. وتسببت هذه الخسارة في وضع حد لسلسلة الانتصارات التي حققها فريق ألاباما في 57 مباراة ضد الفرق غير المصنفة في الموسم العادي. في الأسبوع التالي سافر الفريق إلى تامبا للعب ضد فريق ساوث فلوريدا. وتلقى خسارة بنتيجة 17–3. افتتح ألاباما مباريات المؤتمر بفوزه بنتيجة 24–10 على فريق "أول ميس" المصنف الخامس عشر. وفي الأسبوع التالي استطاع تحقيق الفوز السادس عشر أمام فريق ولاية ميسيسيبي بنتيجة 40–17. ثم سافر فريق ألاباما إلى كوليج ستيشن تكساس وحقق فوزًا صعبًا على "فريق تكساس إيه آند إم" بنتيجة 26–20.
في يوم التخرج حقق فريق ألاباما فوزًا صعبًا على فريق أركنساس بنتيجة 24–21. منح هذا الفوز سابان فوزه الميداني رقم 200 في ألاباما. في السبت الثالث من أكتوبر أخذ فريق ألاباما بثأره من فريق تينيسي المصنف السابع عشر مُحققًا الفوز بنتيجة 34–20. وبعد أسبوع الراحة أخذ بثأرة من خسارته الأخرى أمام فريق جامعة ولاية لويزيانا المصنف الرابع عشر بنتيجة 42–28. وفي الأسبوع التالي هزم فريق كنتاكي بنتيجة 49–21، مُحققًا الفوز بلقب القسم الغربي في مؤتمر الجنوب الشرقي،  وهو اللقب الخامس عشر الإجمالي لسابان والثالث عشر مع فريق ألاباما. وفي يوم التخرج سحق فريق ألاباما فريق تشاتانوغا بنتيجة 66–10. وفي مباراة "آيرون بول" ألقى لاعب الوسط جالين ميلرو في الربع الرابع تمريرة هبوط لمسافة 31 ياردة مع بقاء 32 ثانية لهزيمة فريق أوبورن بنتيجة 27–24. وبهذا الفوز كان سابان أول مدرب لفريق ألاباما منذ بير براينت في عام 1981 يهزم فريق أوبورن لأربع سنوات متتالية.
أنهى فريق "تايد" الموسم العادي بسجل 11–1،  وفي بطولة مؤتمر الجنوب الشرقي هزم فريق ألاباما فريق جورجيا المصنف الأول بنتيجة 27–24، مُنهيًا سلسلة انتصارات فريق جورجيا التي استمرت 29 مباراة. وليضمن الفوز الثلاثين في بطولة مؤتمر الجنوب الشرقي. وفي اليوم التالي أُختير فريق ألاباما للمشاركة في بطولة كرة القدم الجامعية للمرة الثامنة،  حيث لعبوا في المصنف الرابع ضد فريق ميشيغان المصنف الأول في بطولة "روز بول". في أول لقاء أمام فريق ميشيغان منذ "سيتروس بول" لعام 2020 هُزِم فريق ألاباما بنتيجة 27–20 في الوقت الإضافي. وكانت خسارته الأولى مع المدرب سابان في نصف نهائي البطولة منذ عام 2014. تسببت الخسارة في إنهاء سلسلة انتصارات استمرت خمسة عشر عامًا في المركز الأول في التصنيفات، وتُعد المرة الأولى لسابان التي يمضي فيها ثلاث مواسم متتالية دون الفوز ببطولة وطنية أثناء تدريبه فريق ألاباما. أنهى فريق "تايد" الموسم بسجل 12–2،  وأعلن سابان تقاعده من التدريب في 10 يناير 2024،  مُنهيًا مسيرته التدريبية في ألاباما بسجل 201–29.
أطلقت جامعة ألاباما اسم "ملعب سابان" على ملعب براينت ديني تكريمًا له في حفل رسمي في 7 سبتمبر 2024.

#### سجله ضد منافسي المؤتمر
خلال فترة عمله كمدرب رئيسي، سجل سابين رقمًا قياسيًا بلغ 161-33 (.829) في مباريات القسم الجنوبي الشرقي.

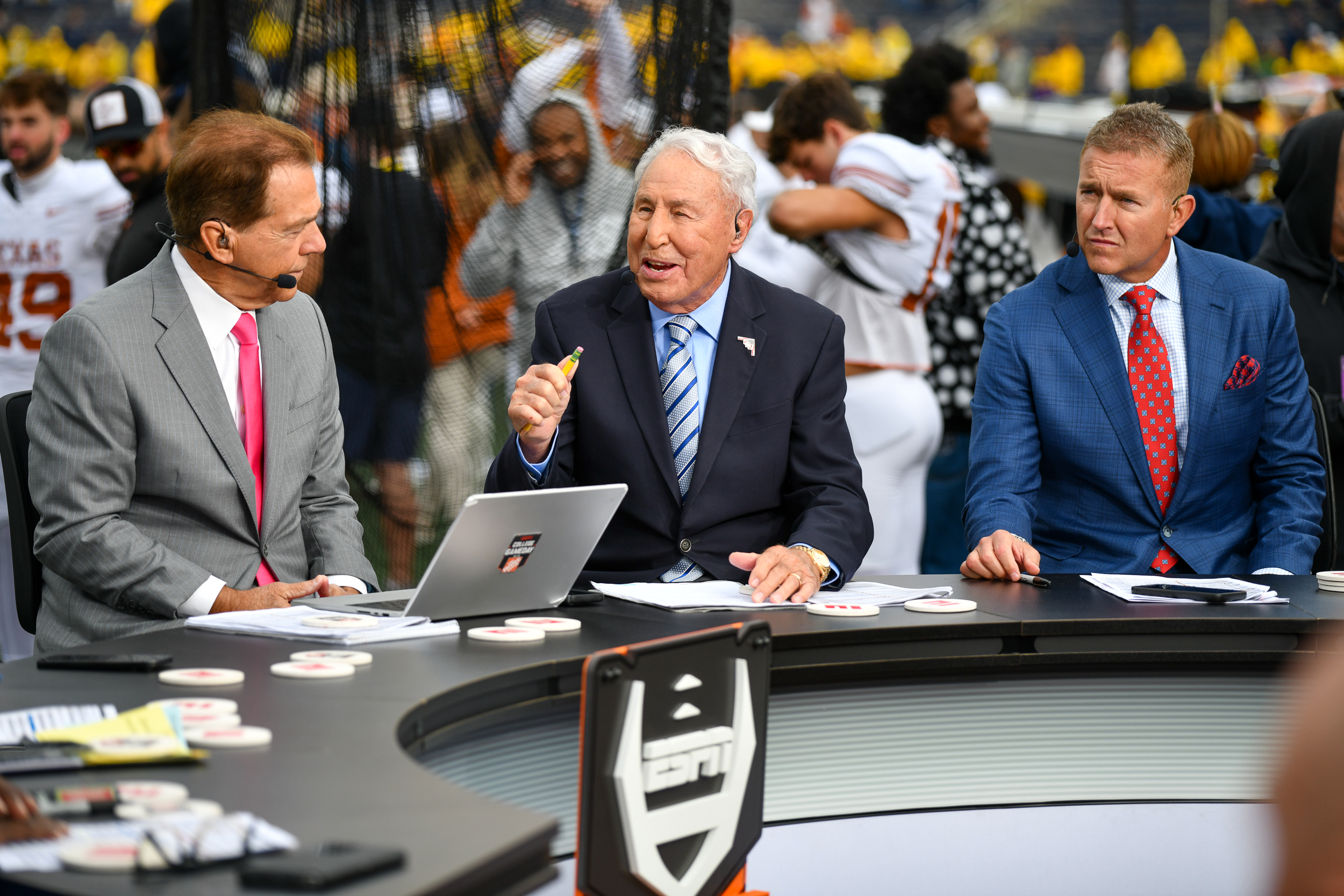
سابين (يسار) خلال بث برنامج "يوم المباراة الجامعية" في عام 2024.

وفيما يلي سجلاته ضد كل فريق:
- ألاباما: 4–1
- أركنساس: 20–2
- أوبورن: 14–8
- فلوريدا: 10–4
- جورجيا: 10–3
- كنتاكي: 9–0
- إل إس يو: 13–6
- ميسيسيبي ستيت: 21–1
- ميسوري: 4–0
- أولي ميس: 19–3
- كارولينا الجنوبية: 4–1
- تينيسي: 18–2
- تكساس إيه آند إم: 10–2
- فاندربيلت: 5–0

## البث
خلال موسم كرة القدم الجامعية لعام 2023، ظهر سابان كل يوم خميس في برنامج "بات مكافي شو". في 7 فبراير 2024، عُين سابان من قبل إي إس بي إن كمحلل لبرنامج "كوليج جيمداي"، بدءًا من موسم كرة القدم الجامعية لعام 2024. أعلنت الشبكة أن سابان سيساهم أيضًا في تغطية مسودة الدوري الوطني لكرة القدم (NFL) وأيام الإعلام الخاصة بمؤتمر الجنوب الشرقي (SEC). كان سابان قد ظهر سابقًا على الشبكة كمحلل ضيف خلال تغطية مباريات التصفيات لكرة القدم الجامعية.

## الحياة الشخصية

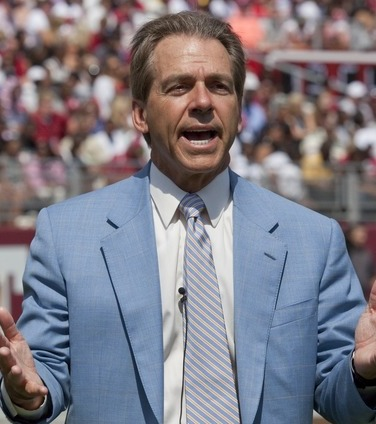
سابان في 2010

كان نيك سابان ينظم لنفسه ولاعبيه الكاثوليك حضور القداس قبل كل مباراة، وعادة ما يرأس الكهنة المحليون هذه الخدمات القصيرة. تحضر عائلته كنيسة سانت فرانسيس الأسيزي الجامعية في توسكالوسا. خدم كاهن الكنيسة الأب جيرالد هولواي كقس للفريق قبل أن يُنقل. يُعد سابان من أصول كرواتية،  وقد تعارف مع صديقه بيل بيليشيك في عام 1982. وتحدث سابان عن علاقتهما في عام 2019 قائلًا: "أحيانًا يشعر الناس بحب واحترام حقيقيين لشخص ما، تحب حقًا أن تراهم يحققون هذا النجاح ويستمرون في تحقيقه، لا أعرف كم من الناس يمكنهم حقًا فهم هذا النوع من العلاقة، هذا هو الشعور الذي أشعر به تجاه بيل." 
يشارك سابان لقبه مع مدرب كرة قدم شهير آخر وهو "لو سابان"، وقد وُصفا بأنهما "أبناء عمومة بعيدين" في مقال عام 2005 عندما علّق لو على نجاح نيك. وبعد وفاة لو سابان قالت أرملته "جوي سابان" أن الرجلان قد يكونان أبناء عمومة من الدرجة الثانية،  لكن عائلتيهما تقولان إنهما غير مرتبطين.
ظهر سابان بدور نفسه في فيلم البعد الآخر عام 2009، وطلب ببساطة تكرار محادثة أجراها مع مايكل أور بدلًا من اتباع النص، وهو ما سمح له المخرج جون لي هانكوك بالقيام به. في أغسطس 2010 صدر فيلم وثائقي بعنوان (بالإنجليزية: Nick Saban: Gamechanger)،  ضمن الفيلم مقابلات مع بيل بيليشيك ومدير الألعاب الرياضية في ألاباما مال مور وآخرين.
سابان وزوجته تيري متزوجان منذ أكثر من 50 عامًا. ولهم طفلان متبنيان وهما نيكولاس وكريستين. شارك سابان وتيري في تأسيس مؤسسة "نيكز كيدز" لدعم احتياجات الأطفال منذ أن بدأ سابان في تدريب كرة القدم. في أول ثلاث سنوات في ألاباما، جمعت مؤسسة "نيكز كيدز" أكثر من مليون دولار أمريكي. يمتلك سابان منزل عطلات على بحيرة بورتون في شمال شرق جورجيا، واشترى منزل شاطئي في جوبيتر، فلوريدا في عام 2023.
خارج مجال كرة القدم يحافظ سابان على التواصل مع لاعبيه، متخذًا دور المرشد للاعبيه السابقين. لا يتحدث سابان فقط مع لاعبي الدوري الوطني لكرة القدم (NFL)، بل أيضًا مع الرياضيين السابقين الذين انتقلوا إلى مجالات أخرى بعد كرة القدم مثل إريك أندرس لاعب خط الوسط الذي تحول إلى مقاتل محترف في بطولة القتال النهائي يو إف سي.
في عام 2022 وقع سابان على خطاب موجه إلى السيناتور جو مانشين يُعبر فيه عن دعمه لتمرير قانون حرية التصويت، مع تضمين ملاحظة تفيد بأنه لا يدعم إزالة التعطيل في مجلس الشيوخ. نشأ سابان ومانشين معًا في ولاية فرجينيا الغربية،  وكان سابان قد أيد مانشين سابقًا لمجلس الشيوخ في عام 2018.

## شجرة التدريب
ينتمي سابان إلى شجرة تدريب دون جيمس. بعد أن أنهى سابان دراسته في جامعة كنت في عام 1972، أقنعه جيمس بالانضمام إلى فريق التدريب في جامعة كنت كمدرب مساعد للخريجين. تشمل مسيرة سابان التدريبية شجرة تدريب بيل بيليشيك، حيث عمل كمنسق دفاعي له خلال فترة بيليشيك كمدرب رئيسي لفريق كلفلاند براونز. عمل سابان مع والد بيليشيك "ستيف" أثناء وجودهما معًا في فريق البحرية في عام 1982.
شجرة التدريب الرئيسية تحت قيادة سابين:
- إل. س. كول: ولاية تينيسي (1996-1999)، ولاية ألاباما (2000-2002)، ستيلمان (2009–2010)[555]
- ديك بيز [الإنجليزية]: كينت (1998–2003) [556]
- بوبي وليامز (مدير فني): ميشيغان (2000–2002) [557]
- توم أمستوتز [الإنجليزية]: توليدو (2001–2008) [558]
- مارك دانتونيو [الإنجليزية]: سينسيناتي (2004–2006)، ميشيغان (2007–2019) [559]
- براد سالم [الإنجليزية]: أوغستانا (2005–2009) [560]
- سكوت لينيان [الإنجليزية]: سينت لويس رامز (2006–2008) [561]
- ديريك دوولي: لويزيانا تيك (2007–2009)، تينيسي (2010–2012) [562]
- غريغ كولبي [الإنجليزية]: ميلرسفيل (2008–2012) [563][564]
- جوش ماكدانيلز [الإنجليزية]: دنفر برونكوز (2009–2010)، أوكلاند ريدرز (2022–2023) [565]
- ميخائيل هايوود: ميامي (أوهايو) (2009–2010)، تكساس الجنوبية (2016–2018) [566]
- جيمبو فيشر [الإنجليزية]: ولاية فلوريدا (2010–2017)، تكساس ايه اند ام (2018–2023) [567]
- جايسون غاريت: دالاس كاوبويز (2011–2019) [568]
- كورت سينيتي [الإنجليزية]: آي يو بي (2011–2016)، إيلون (2017–2018)، جيمس ماديسون (2019–2023)، إنديانا (2024–حاليًا) [569]
- بات شورمور [الإنجليزية]: كلفلاند براونز (2011–2012)، نيويورك جاينتس (2018–2019) [570]
- ويل ميشامب [الإنجليزية]: فلوريدا (2011–2014)، كارولينا الجنوبية (2016–2020) [571]
- مايك موليركي [الإنجليزية]: جاكسونفيل جاغوارز (2012)، تينيسي تايتانز (2016–2017) [572]
- جيم مكلوفين [الإنجليزية]: كولورادو (2012–2014)، فلوريدا (2015–2017)، وسط ميشيغان (2019–حاليًا) [573]
- براين بوليان [الإنجليزية]: نيفادا (2013–2016) [574]
- جيسون وودمان [الإنجليزية]: ولاية فيرمونت (2013-2023)، مورهيد (2024-حاليًا) [575]
- دان كوين [الإنجليزية]: أتلانتا فالكونز (2015–2020)، [576]واشنطن ريدسكينس (2024–حاليًا) [577]
- آدم غاز [الإنجليزية]: ميامي دولفينز (2016–2018)، نيويورك جتس (2019–2020) [578]
- كيربي سمارت: جورجيا (2016–حاليًا) [579][580]
- ماجور أبلوايت [الإنجليزية]: هيوستن (2016–2018)، جنوب ألاباما (2024–حاليًا) [581]
- جيف كولينز [الإنجليزية]: تمبل (2017–2018)، جورجيا تك (2019–2022) [582]
- ماريو كريستوبال [الإنجليزية]: أوريغون (2017–2021)، ميامي (2022–حاليًا) [583]
- لين كيفن [الإنجليزية]: فلوريدا أتلانتيك (2017–2019)، أوليه مس (2020–حاليًا) [584][585]
- جيريمي بروت: تينيسي (2018–2020) [586]
- بيلي نايبر [الإنجليزية]: لويزيانا (2018–2021)، فلوريدا (2022–حاليًا) [587]
- مايك لوكسلى [الإنجليزية]: ميريلاند (2019–حاليًا) [588]
- ميل تاكر: كولورادو (2019)، ميشيغان (2020–2023) [589]
- فريدي كيتشنز [الإنجليزية]: كلفلاند براونز (2019) [590]
- جو جادج [الإنجليزية]: نيويورك جاينتس (2020–2021) [591]
- بوتش جونز: أركنساس (2021–حاليًا) [592]
- ستيف ساركيسيان [الإنجليزية]: تكساس (2021–حاليًا) [593]
- تشارلز هوف [الإنجليزية]: مارشال (2021–حاليًا) [594]
- دان لانينج [الإنجليزية]: أوريغون (2022–حاليًا) [595]
- رون كوبر: إل آي يو (2022–حاليًا) [596]
- براين دابول [الإنجليزية]: نيويورك جاينتس (2022–حاليًا) [597][598]
- برينت كي [الإنجليزية]: جورجيا تك (2023–حاليًا) [599][600]
- لانس تايلور [الإنجليزية]: غرب ميشيغان (2023–حاليًا) [601]
- بيل أوبراين [الإنجليزية]: كلية بوسطن (2024–حاليًا) [602]
- جودي رايت [الإنجليزية]: موراي (2024–حاليًا) [603]

اللاعبون تحت قيادة سابين الذين أصبحوا مدربين رئيسيين:
- هيرب هايجود [الإنجليزية]: مادونا كروسيدرز (2020–2023)[604]
- مات إيبرفلوس [الإنجليزية]: شيكاغو بيرز (2022–حاليًا)[605]

## سجل التدريب كمدرب رئيسي

### الدوري الوطني لكرة القدم الأمريكية
| الفريق              | السنة               | الموسم العادي | الموسم العادي | الموسم العادي | الموسم العادي | الموسم العادي             | ما بعد الموسم | ما بعد الموسم | ما بعد الموسم | ما بعد الموسم |
| الفريق              | السنة               | فوز           | خسارة         | تعادل         | نسبة الفوز    | الترتيب                   | فوز           | خسارة         | نسبة الفوز    | النتيجة       |
| ------------------- | ------------------- | ------------- | ------------- | ------------- | ------------- | ------------------------- | ------------- | ------------- | ------------- | ------------- |
| ميامي دولفينز       | 2005                | 9             | 7             | 0             | .563          | الثاني في إيه اف سي الشرق | –             | –             | –             | –             |
| ميامي دولفينز       | 2006                | 6             | 10            | 0             | .375          | الرابع في إيه اف سي الشرق | –             | –             | –             | –             |
| مجموع ميامي دولفينز | مجموع ميامي دولفينز | 15            | 17            | 0             | .469          |                           | –             | –             | –             |               |
| المجموع الكلي       | المجموع الكلي       | 15            | 17            | 0             | .469          |                           |               |               |               |               |